# Список померлих 1981 року
Це список значимих людей, що померли 1981 року, упорядкований за датою смерті.

## Січень

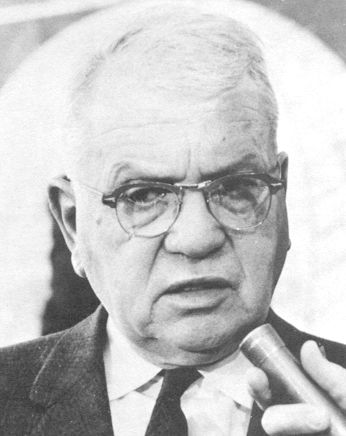
Гарольд Юрі
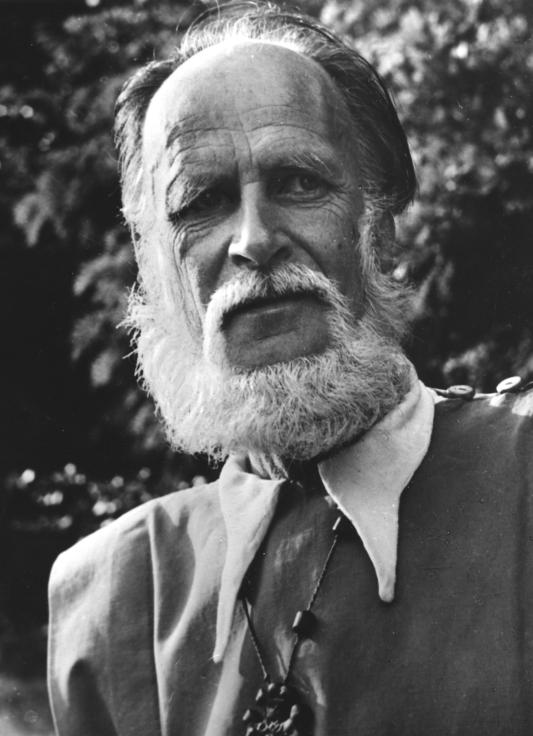
Ланца дель Васто
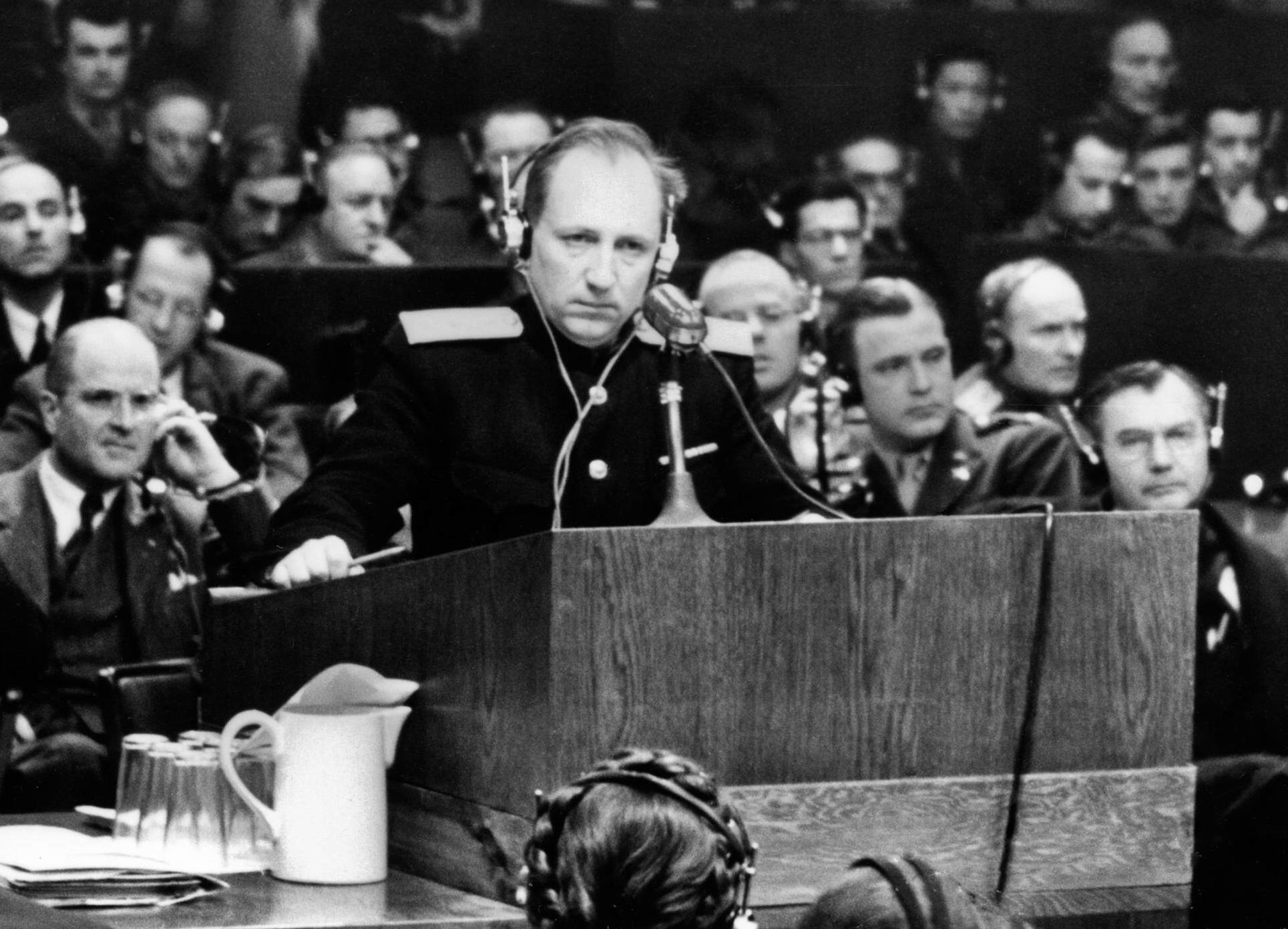
Роман Руденко
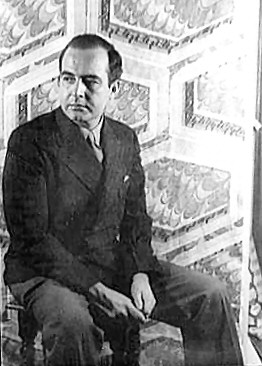
Самюел Барбер
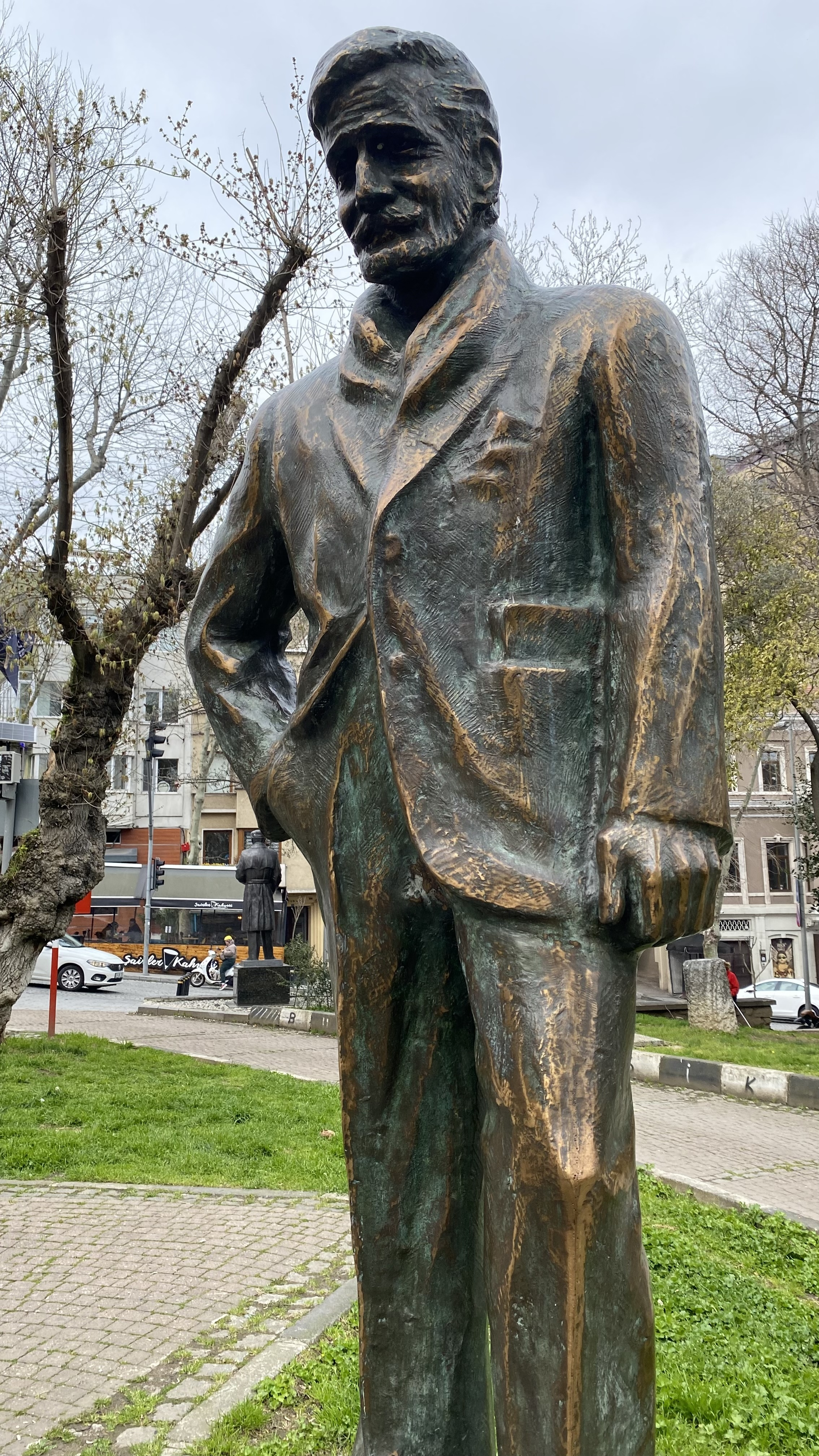
Оздемір Асаф (скульптура)

1 січня — Казімеж Міхаловський, польський археолог, єгиптолог, історик мистецтв (*1901)
2 січня — Ефлатун Джем Гюней, турецький письменник і упорядник оповідань і казок (*1896)
3 січня — Аліса, графиня Атлонська, членкиня британської королівської родини, онука королеви Вікторії (*1883)
3 січня — Карл Еванг, норвезький лікар, громадський просвітитель і державний службовець (*1902)
5 січня — Гарольд Клейтон Юрі, американський хімік, геохімік і фізикохімік, член Національної АН США, Нобелівська премія з хімії 1934 (*1893)
5 січня — Ра Сі Чан, південнокорейський телевізійний актор (*1940)
5 січня — Сатьєн Сен, бангладешський революціонер, культурний діяч та історик бенгальської літератури (*1907)
6 січня — Арчибальд Кронін, шотландський письменник (*1896)
6 січня — Ланца дель Васто, італійський франкомовний філософ, поет, художник, католицький і ненасильницький активіст (*1901)
7 січня — Котов Олександр Олександрович, радянський шахіст (*1913)
8 січня — Стаймі Бірд, американський актор (*1925)
10 січня — Річард Аллен Бун, американський актор (*1917)
11 січня — Б'юла Бонді, американська акторка (*1888)
11 січня — Малкольм МакДональд, британський політик і дипломат (*1901)
12 січня — Хамад Абу Рабія, ізраїльський бедуїнський громадський і політичний діяч (*1929)
13 січня — Пак Чон Хва, корейський есеїст і літературний критик японського колоніального періоду, а також поет, прозаїк і професор університету (*1901)
15 січня — Емануель Селлер, американський політик-демократ із Нью-Йорка (*1888)
16 січня — Бернард Лі, англійський актор (*1908)
16 січня — Корнел Коман, румунський актор (*1936)
17 січня — Абдулла Аль-Нурі, кувейтський мусульманський вчений, поет і медіа-персона іракського походження (*1905)
17 січня — Маргеріт Освальд, американка франко-німецького походження, мати Лі Гарві Освальда (*1907)
19 січня — Газі Голам Мустафа, бангладешський політик (*н/д)
19 січня — Катінка Ралеа, румунська перекладачка, режисерка, актриса та продюсерка (*1929)
19 січня — Франческа Вудман, американська фотографиня (*1958)
20 січня — Вілопо, прем'єр-міністр Індонезії (1952—1953) (*1909)
21 січня — Кат Гаррісон, британський автогонщик (*1906)
22 січня — Рудольф Гейгер, німецький метеоролог та кліматолог (*1894)
22 січня — Марія Молінер, іспанська бібліотекарка, архівістка, філологиня і лексикографиня (*1900)
23 січня — Руденко Роман Андрійович, прокурор УРСР, генеральний прокурор СРСР, головний обвинувач від СРСР на Нюрнберзькому процесі (*1907)
23 січня — Самюел Барбер, американський композитор (*1910)
23 січня — Леонард Гавелл, ямайський релігійний діяч (*1898)
25 січня — Лобсанґ Рампа, англійський письменник (*1910)
25 січня — Адель Астер, американська танцівниця, театральна актриса та співачка (*1896)
25 січня — Жан Нохайн, французький ведучий і автор пісень (*1900)
27 січня — Кемпе Лаврентій Гнатович, український військовик з Чорних запорожців, актор, режисер (*1901)
27 січня — Марія Жабчинська, польська акторка (*1903)
28 січня — Оздемір Асаф, турецький поет (*1923)
29 січня — Кіпп Гамільтон, американська акторка (*1934)
30 січня — Цунеічі Міямото, японський фольклорист, місцевий лідер і педагог (*1907)
31 січня — Вільям Гопаллава, політичний і державний діяч Шрі-Ланки, останній генерал-губернатор Цейлону (1962—1972) і перший президент Цейлону (1972—1978) (*1897)

## Лютий

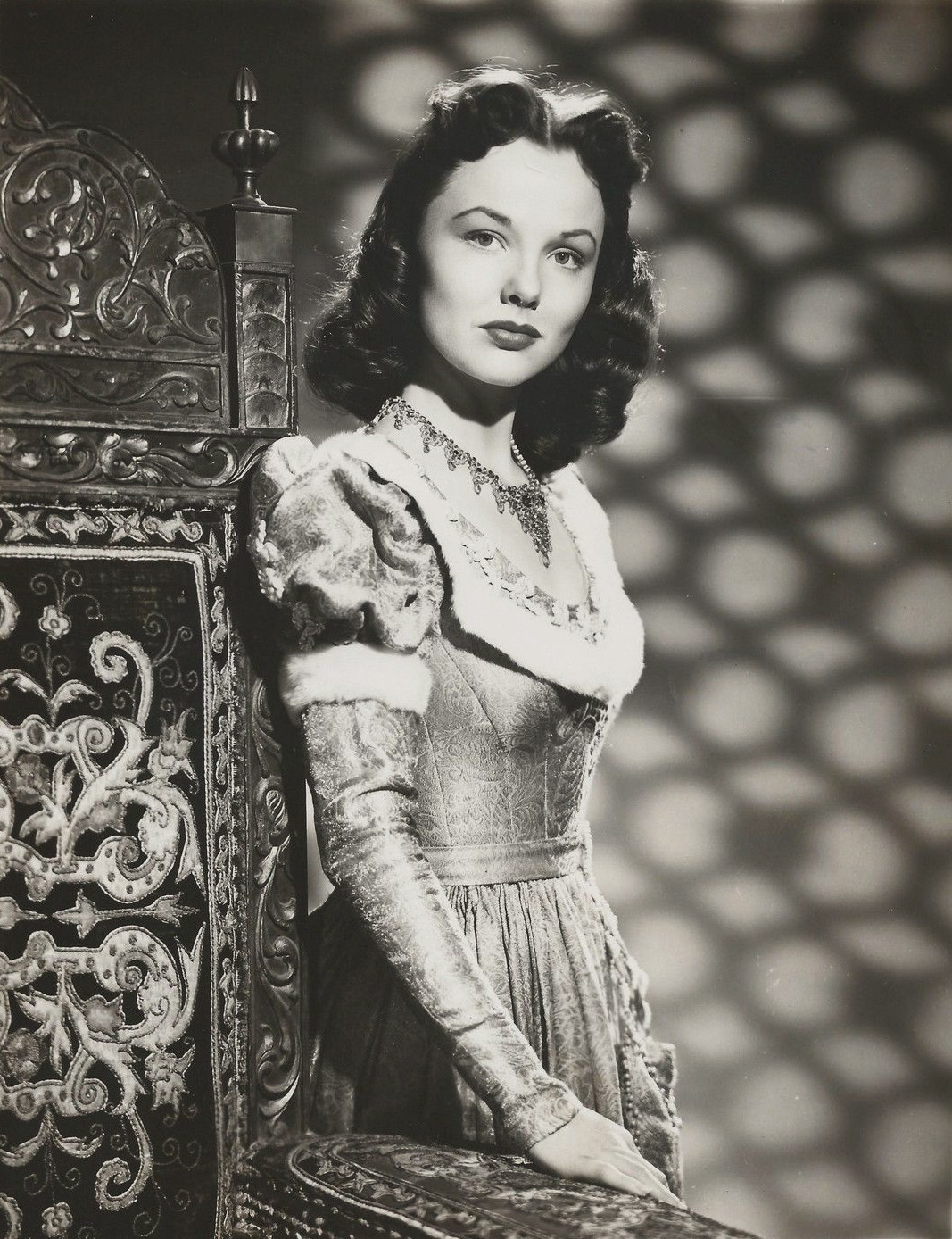
Ванда Гендрікс
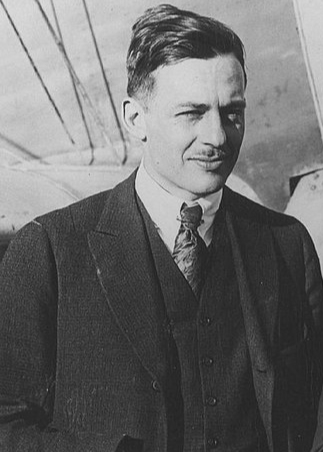
Дональд Віллс Дуґлас
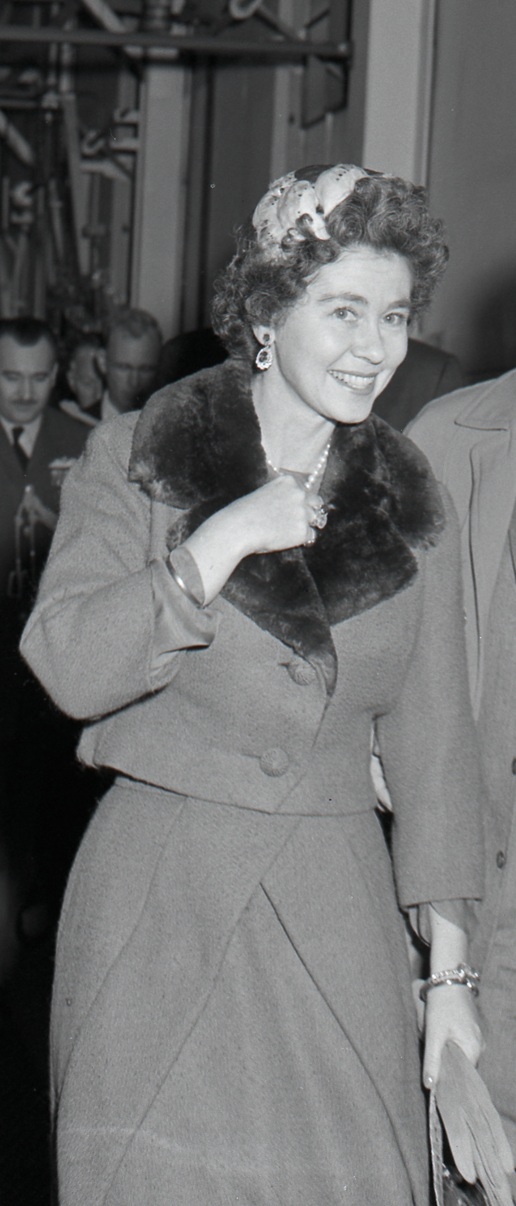
Фредерика Ганноверська
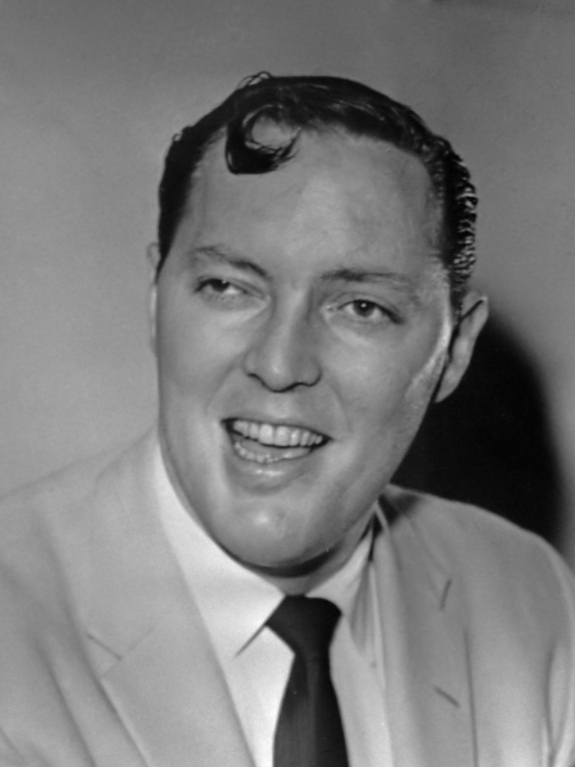
Білл Гейлі
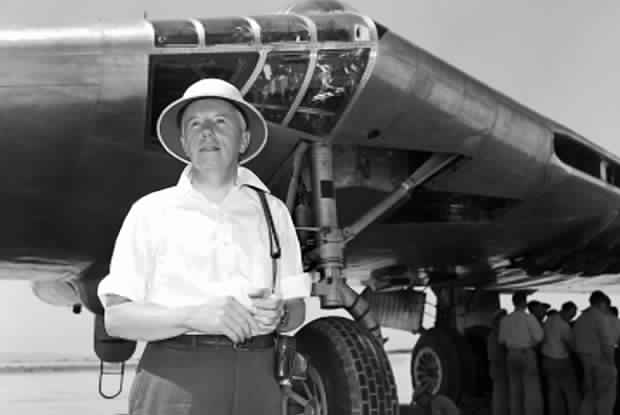
Джек Нортроп

1 лютого — Бєльцова Олександра Митрофанівна, латвійська і радянська художниця (*1892)
1 лютого — Ванда Гендрікс, американська акторка (*1928)
1 лютого — Дональд Віллс Дуґлас, американський авіабудівник та інженер, засновник Douglas Aircraft (*1892)
1 лютого — Ґейрр Твейтт, норвезький композитор і піаніст (*1908)
3 лютого — Ніколіно Селіс, італійський злочинець, один із босів римської злочинної організації Banda della Magliana (*1952)
3 лютого — Рю Янг-мо, корейський протестантський мислитель, педагог, філософ і релігійний лідер (*1890)
4 лютого — Абдул Гані Камар, єгипетський актор і режисер (*1921)
4 лютого — Гулам Гаус Хазарві, пакистанський ісламський вчений і політик (*1896)
4 лютого — Маріо Камеріні, італійський кінорежисер і сценарист (*1895)
5 лютого — Елла Грассо, американська політична діячка Демократичної партії, губернаторка штату Коннектикут (*1919)
5 лютого — Фен Юн, генерал-лейтенант і викладач ВПС Республіки Китай (*1901)
6 лютого — Фредерика Ганноверська, принцеса Ганновера та Брауншвейгу, королева Еллінів і принцеса Данії, дружина короля Греції Павла I (*1917)
6 лютого — Йосеф Дов Галеві Соловейчик, єврейський антисіоніст, ортодоксальний рабин (*1916)
6 лютого — Марта Робін, французька католицька містикиня, преподобна (*1902)
7 лютого — Герман Ессер, послідовник Адольфа Гітлера, журналіст, політичний та державний діяч нацистської Німеччини, групенфюрер (*1900)
9 лютого — Білл Гейлі, американський рок-н-рольний музикант (*1925)
9 лютого — М.К. Чагла, індійський юрист, дипломат, міністр і суддя (*1900)
11 лютого — Ічікава Фусае, японська феміністка, політикиня і лідерка руху за жіноче виборче право (*1893)
12 лютого — Атаманов Лев Костянтинович, радянський режисер мультиплікаційного кіно (*1905)
12 лютого — Брюс Фрезер, 1-й барон Фрезер Нордкап, британський флотоводець, адмірал (*1888)
12 лютого — Люн Сінг-пор, зірка китайської кантонської опери, кіно і телебачення (*1908)
13 лютого — Вацлав Кухар, польський спортовець, футбольний тренер (*1897)
13 лютого — Аліроєв Хамід Дедієвич, радянський військовик, учасник Німецько-радянської війни чеченського походження (*1921)
13 лютого — Ламбертус Нікодемус Палар, індонезійський дипломат і політик, національний герой Індонезії (*1900)
13 лютого — Хосе Арреді Ізагірре, баскський член ЕТА Мілітар, який помер у результаті тортур іспанської поліції (*1951)
14 лютого — Шафік Нур Ель-Дін, єгипетський актор (*1911)
15 лютого — Карл Ріхтер, німецький диригент, органіст, хормейстер та клавесиніст (*1926)
15 лютого — Майкл Блумфілд, американський блюзовий гітарист і композитор (*1943)
17 лютого — Марсель Безансон, швейцарський журналіст, директор Європейської мовної спілки (*1907)
17 лютого — Девід Гарнетт, англійський письменник і видавець (*1892)
17 лютого — Кордейру де Фаріас, бразильський військовий, революціонер і політик (*1901)
18 лютого — Джек Нортроп, американський авіаконструктор, інженер та промисловець, співзасновник Lockheed і засновник Northrop (*1895)
18 лютого — Геста «Сноддас» Нордгрен, шведський співак і хокеїст з м'ячем (*1926)
18 лютого — Садайосі Фудзімото, японський бейсбольний менеджер (*1904)
19 лютого — Вільям В. Найт, американський юрист, політик і видавець газет (*1909)
21 лютого — Ахмед бін Рашид Аль Муалла, правитель емірату Умм-ель-Кайвайн (*1911)
21 лютого — Лу Куанг Тхуан, в'єтнамський поет і драматург (*1921)
22 лютого — Гай Батлер, британський легкоатлет, який спеціалізувався в бігу на короткі дистанції (*1899)
25 лютого — Мікава Гун'їті, адмірал Японського імперського флоту під час Другої світової війни (*1888)
25 лютого — Енн Лоу, американська модельєрка (*1898)
25 лютого — Марія Екерблом, фінська релігійна лідерка (*1898)
26 лютого — Говард Генсон, американський композитор, диригент, педагог і музичний теоретик (*1896)
26 лютого — Дон Келер, найвища жива людина у світі з 1969 року до своєї смерті (*1925)
28 лютого — Альваро Кункейро, іспанський прозаїк, поет, драматург, журналіст і гастроном (*1911)
лютий — Рікардо Вольф, хімік, винахідник, підприємець, філантроп, дипломат німецького походження (*1887)

## Березень

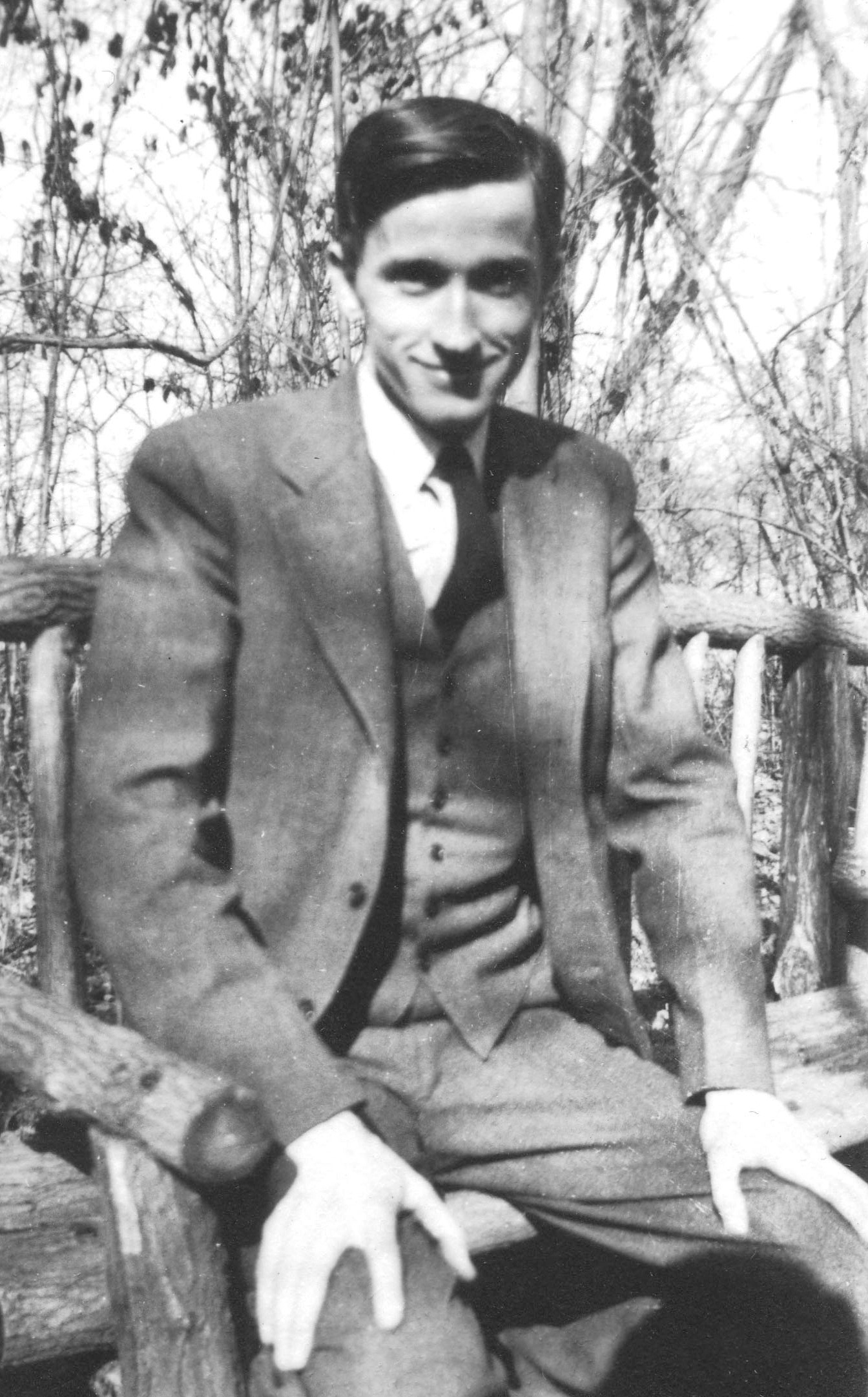
Макс Дельбрюк
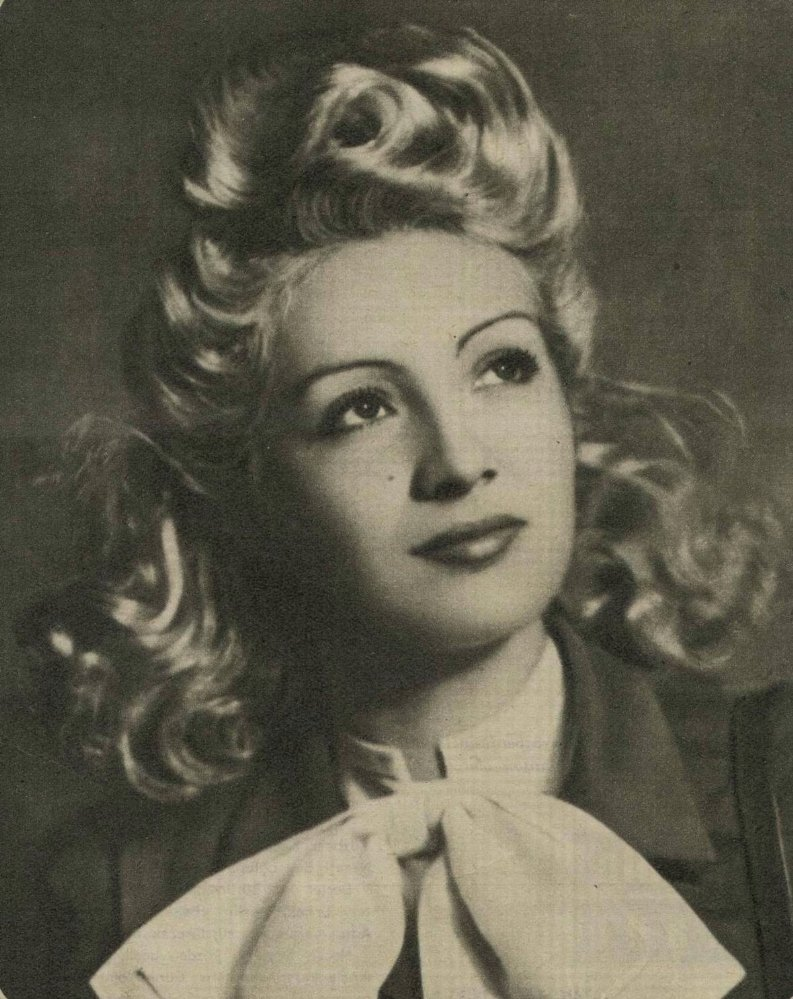
Джахіде Сонку
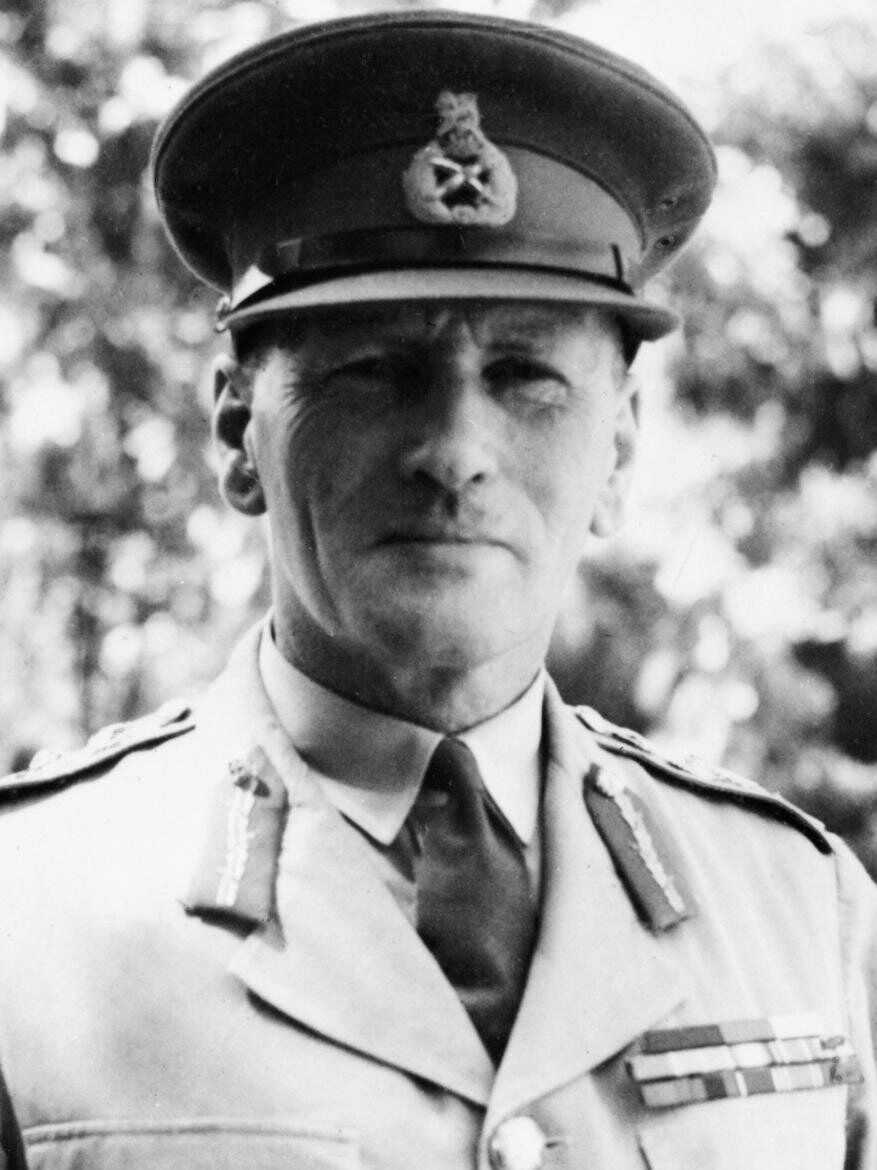
Клод Окінлек

1 березня — Любезнов Михайло Іванович, радянський актор (*1947)
1 березня — Мартін Ллойд-Джонс, валлійський конгрегаціоналістський священик і лікар (*1899)
2 березня — Ахмед Бадаві, міністр оборони та головнокомандувач збройними силами Єгипту, один із командувачів Війни Судного дня (*1927)
3 березня — Даль Олег Іванович, радянський актор театру і кіно (*1941)
3 березня — Вільям С. Берроуз мол., американський письменник (*1947)
4 березня — Карл-Єско фон Путткамер, німецький адмірал, який був морським ад'ютантом Адольфа Гітлера під час Другої світової війни (*1900)
5 березня — Пауль Гербігер, австрійський актор (*1894)
5 березня — Бренда де Банзі, британська актриса (*1909)
5 березня — Іп Гарбург, американський автор текстів і лібретист популярних пісень (*1896)
7 березня — Гільде Кравінкель-Сперлінг, німецька тенісистка (*1908)
7 березня — Кондрашин Кирило Петрович, радянський диригент (*1914)
7 березня — Бослі Кроутер, американський журналіст, письменник і кінокритик (*1905)
7 березня — Ред Поллард, канадський жокей (*1909)
7 березня — Сазо Ідеміцу, японський бізнесмен, інженер-нафтовик і філантроп (*1885)
7 березня — Чон Сан Хі, південнокорейський бізнесмен і політик (*1907)
8 березня — Бахдер Джохан, індонезійський політик (*1902)
9 березня — Макс Дельбрюк, американський біофізик німецького походження, лауреат Нобелівської премії з фізіології і медицини 1969 (*1906)
9 березня — Телесфоро Монзон, баскський письменник і політик-націоналіст (*1904)
10 березня — Абдул Хамід Амід, пакистанський поет (*1910)
11 березня — Тан Ланьцін, кантонська кіноакторка Гонконгу (*1911)
15 березня — Рене Клер, французький кінорежисер, творець жанру музичного фільму, письменник, актор (*1898)
15 березня — Стефаник Семен Васильович, державний діяч УРСР (*1904)
15 березня — Яшар Набі Найир, турецький поет, письменник і видавець (*1908)
17 березня — Банан Аль-Тантаві, сирійська ісламська проповідниця і письменниця (*1943)
18 березня — Джахіде Сонку, турецька акторка, модель, письменниця, кінопродюсерка, сценаристка (*1919)
20 березня — Ірвінг Яффе, американський ковзаняр (*1906)
20 березня — Джеррі Бертьє, американський футболіст і паралімпієць (*1953)
20 березня — Ян Цінлін, тайванський підприємець (*1909)
21 березня — Донський Марко Семенович, радянський кінорежисер, сценарист і педагог (*1901)
21 березня — Майкл Дональд, молодий афроамериканець, який був жорстоко вбитий в місті Mобіл, штат Алабама, США, членами Ку-клукс-клану (*1961)
22 березня — Джон Сідні Маккейн-молодший, адмірал ВМС США, учасник збройних конфліктів з 1940-х по 1970 рр., командувач Тихоокеанським командуванням ЗС США (*1911)
23 березня — Беатріс Тінслі, новозеландська астрономиня і космологиня (*1941)
23 березня — Клод Окінлек, британський воєначальник, фельдмаршал Британської армії, учасник Першої та Другої світових воєн, головнокомандувач армії Британської Індії (*1884)
23 березня — Майк Гейлвуд, англійський мото- та автогонщик (*1940)
25 березня — Едвард Ласкер, американський, раніше німецький, шахіст єврейського походження (*1885)
25 березня — Йонатан Ратош, ізраїльський поет, перекладач і засновник молодоєврейського руху ханаанітів (*1908)
25 березня — Лі Гап Сон, південнокорейський борець за незалежність, політик і громадський діяч (*1889)
27 березня — Мао Дунь, китайський письменник і громадський діяч (*1896)
27 березня — Анда Амір-Пінкерфельд, ізраїльська поетеса та дитяча письменниця (*1902)
27 березня — Джон Ельфстрем, шведський актор (*1902)
28 березня — Тимофєєв-Ресовський Микола Володимирович, радянський генетик, біофізик, дослідник радіобіології, еволюційної біології (*1900)
28 березня — Трифонов Юрій Валентинович, радянський письменник (*1925)
29 березня — Ерік Вільямс, перший прем'єр-міністр Тринідаду і Тобаго (1962—1981), якого називають «батьком нації» (*1911)
30 березня — Дуглас Лоу, британський легкоатлет, який спеціалізувався в бігу на середні дистанції (*1902)
30 березня — Еліан де Граммон, бразильська співачка та авторка пісень (*1955)
31 березня — Бхогілал Панд'я, індійський борець за свободу та соціальний працівник (*1904)

## Квітень

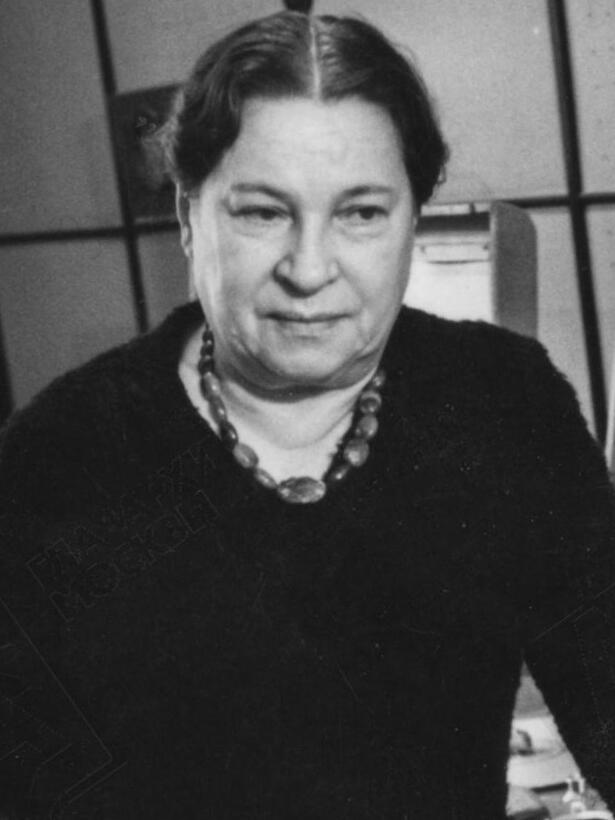
Агнія Барто
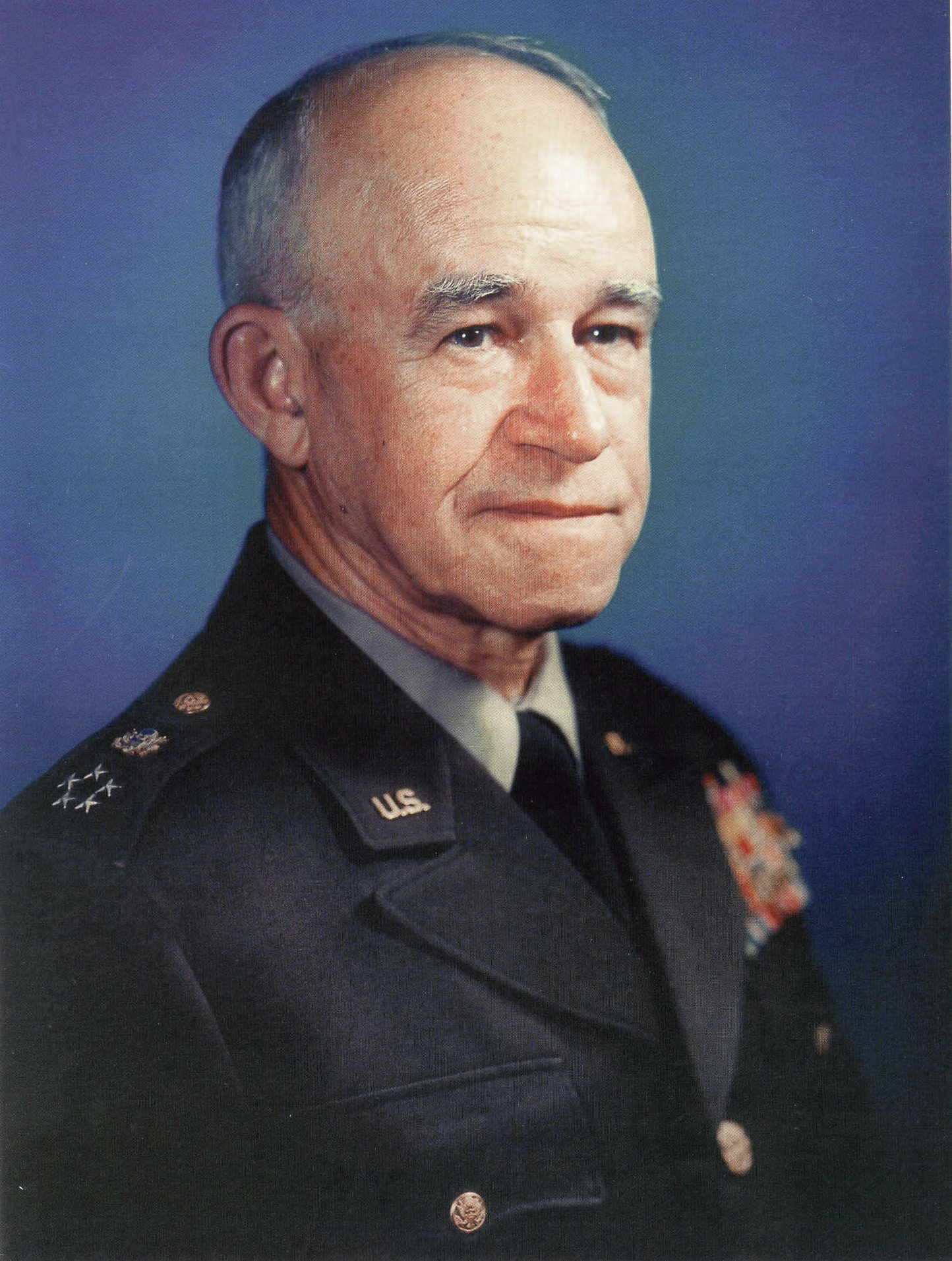
Омар Бредлі
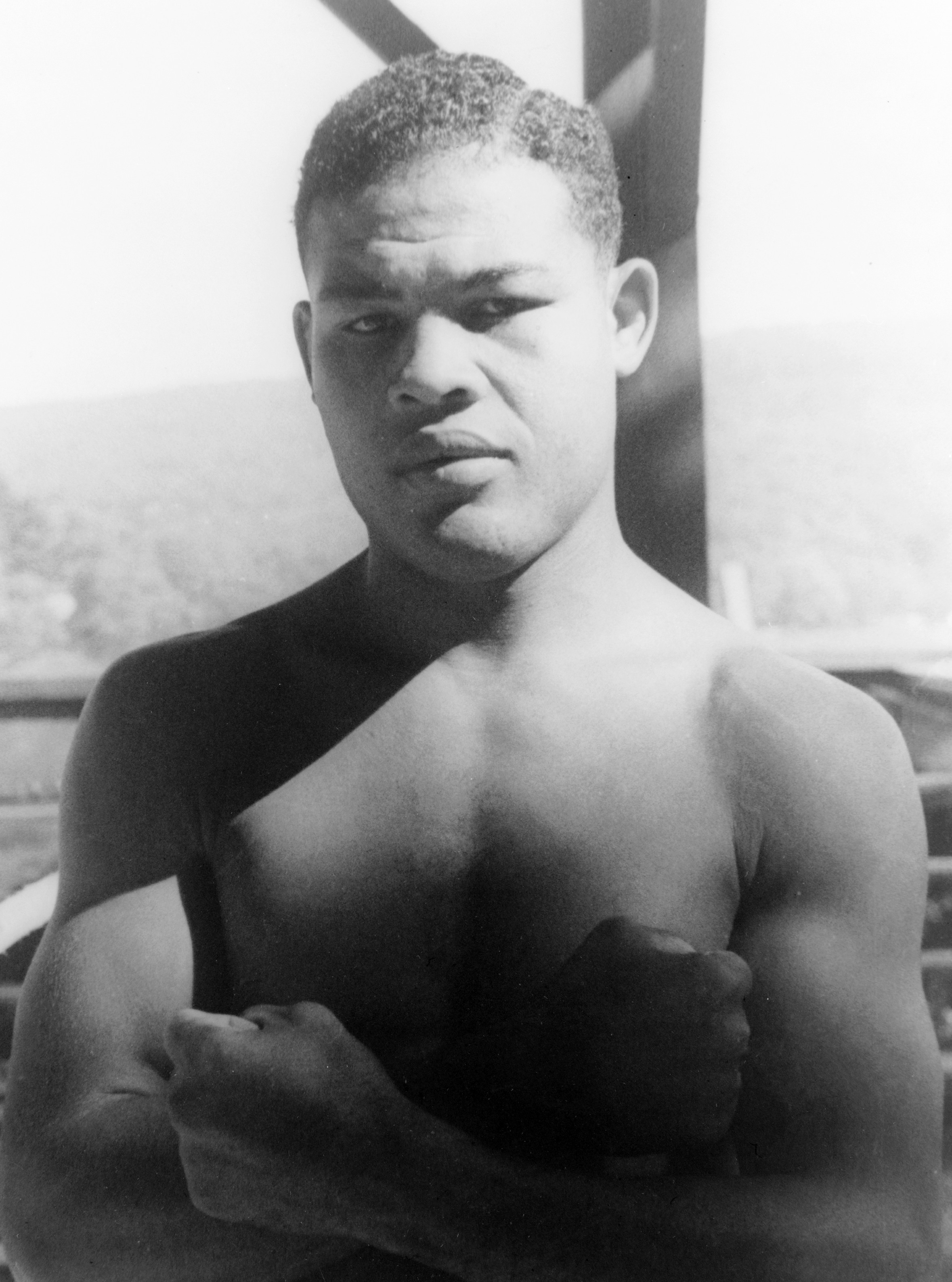
Джо Луїс
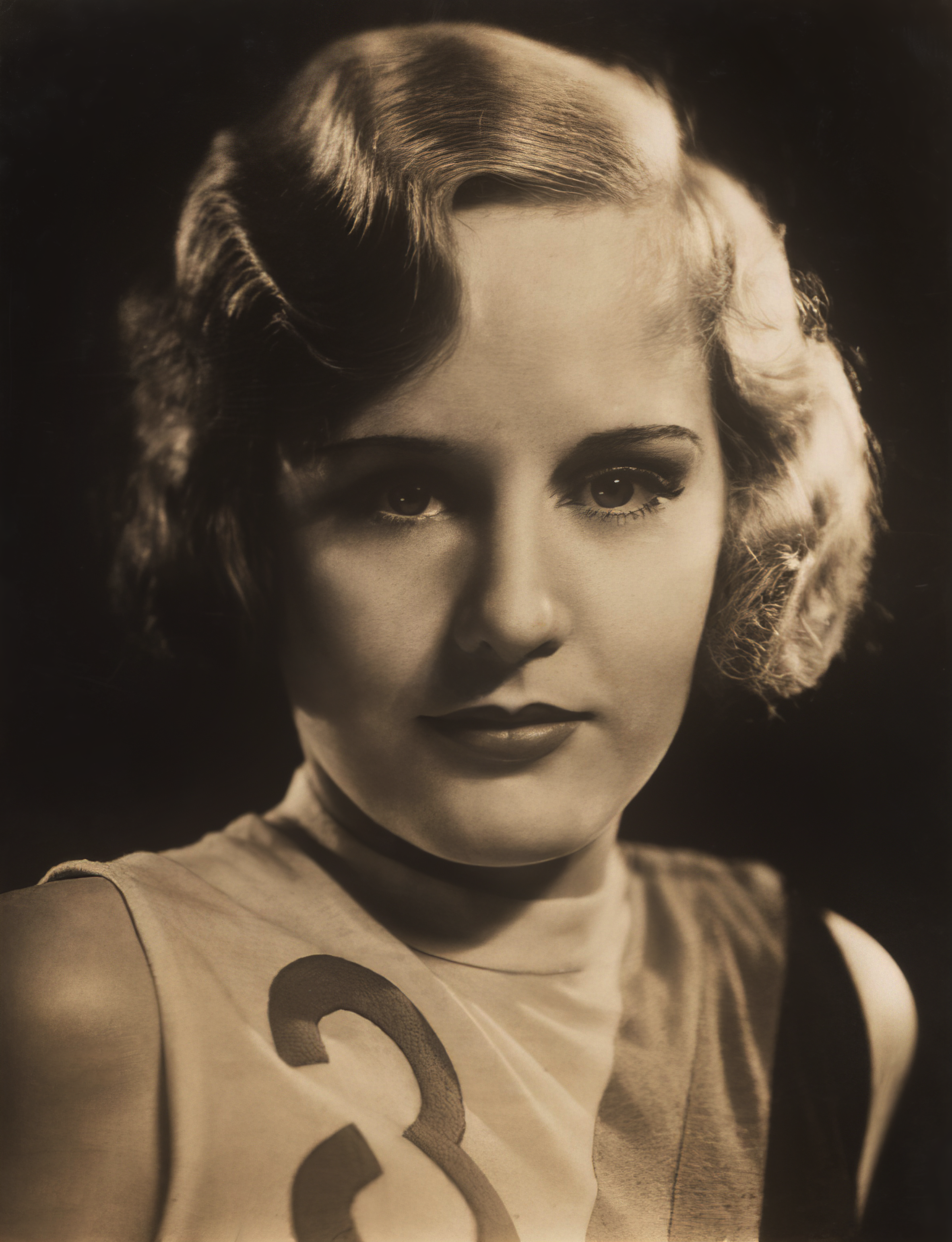
Медж Еванс

1 квітня — Барто Агнія Львівна, російська радянська дитяча поетеса, письменниця, драматургиня (*1901)
1 квітня — Ахмад Кіранг, індонезійський солдат (*1949)
2 квітня — Близнець Віктор Семенович, український письменник-прозаїк (*1933)
2 квітня — Ратан Кумар Неру, індійський державний службовець і дипломат (*1902)
3 квітня — Лео Каннер, австро-американський психіатр, лікар, соціальний активіст (*1894)
3 квітня — Рудольф Крчіл, чехословацький футболіст, тренер (*1906)
3 квітня — Ву Хуу Дінь, в'єтнамський поет (*1942)
3 квітня — Хуан Тріппе, американський піонер комерційної авіації, підприємць, засновник авіакомпанії Pan American World Airways (*1899)
4 квітня — Карл Людвіг Зігель, німецький математик (*1896)
4 квітня — Брюс Ліндал, американський серійний вбивця та ґвалтівник (*1953)
5 квітня — Боб Гайт, американський музикант (*1943)
5 квітня — Корнеліс Верольме, голландський промисловець і судноверфний магнат (*1900)
7 квітня — Норман Таурог, американський кінорежисер та сценарист (*1899)
7 квітня — Кшиштоф Кленцон, польський композитор, вокаліст, гітарист і акордеоніст рок-музики (*1942)
7 квітня — Нахед Шаріф, єгипетська акторка (*1942)
7 квітня — Ха Чон Джин, корейський діяч руху за незалежність (*1905)
8 квітня — Омар Бредлі, американський воєначальник, генерал армії США, один з основних командирів Армії США у Північній Африці і Європі за часів Другої світової війни; перший голова Об'єднаного комітету начальників штабів США (*1893)
8 квітня — Гопал Чандра Бхаттачар'я, індійський ентомолог і натураліст (*1895)
10 квітня — Хоменко Іван Софронович, український священник УГКЦ, педагог, перекладач Біблії (*1892)
11 квітня — Лю Юйчжан, генерал армії Китайської Республіки (*1903)
11 квітня — Чен Да, тайванська співачка (*1906)
12 квітня — Джо Луїс, американський професійний боксер, чемпіон світу з боксу у важкій вазі з 1937 до 1949 р. (*1914)
12 квітня — принц Ясухіко Асака, представник однієї з молодших гілок японської імператорської родини, військовий злочинець (*1887)
13 квітня — Крісант Боск, іспанський футболіст, тренер (*1907)
13 квітня — Їржі Шелінгер, чеський рок-співак і композитор (*1951)
14 квітня — Карлос Віктор Арамайо, болівійський бізнесмен (*1889)
16 квітня — Мельников Леонід Георгійович, український радянський партійний та державний діяч, 1-й секретар ЦК КП(б)У в 1949—1953 рр. (*1906)
17 квітня — Людвік Семполінський, польський актор театру та кіно, режисер, танцюрист, педагог (*1899)
19 квітня — Моніка Жуве, аргентинська акторка (*1955)
20 квітня — Ганс Зьонкер, німецький актор (*1903)
21 квітня — Дороті Іді, британська доглядачка антикваріату та фольклористка (*1904)
23 квітня — Генрик Юзевський, польський політик, борець за незалежність, державний діяч Другої Речі Посполитої, художник, історик, соратник Пілсудського (*1892)
23 квітня — Хосеп Пла, каталонський іспанський журналіст (*1897)
23 квітня — Золтан Зельк, угорський поет і прозаїк (*1906)
23 квітня — Стефано Бонтаде, член сицилійської мафії, бос родини Санта-Марія ді Джезу в Палермо (*1939)
24 квітня — Маргарита Грецька та Данська, принцеса Греції та Данії з династії Глюксбургів (*1905)
24 квітня — Пет Конвей, американський актор (*1931)
26 квітня — Медж Еванс, американська акторка та модель (*1909)
26 квітня — Сухарєва Груня Юхимівна, радянська науковиця, психіатриня, основоположниця дитячої психіатрії в СРСР (*1891)
26 квітня — Джим Девіс, американський актор (*1909)
27 квітня — Джон Аспінволл Рузвельт, американський бізнесмен, син президента США Франкліна Д. Рузвельта та Елеонори Рузвельт (*1916)
27 квітня — Мунір Нуреттін Сельчук, турецький співак і композитор (*1900)
28 квітня — Шпігель Григорій Ойзерович, радянський російський актор театру, кіно і озвучування (*1914)
28 квітня — Адріан Ховен, австрійський актор, режисер і кінопродюсер (*1922)
30 квітня — Пако Б'єнсобас, іспанський футболіст (*1909)
30 квітня — Франсіс Карсак, французький письменник, вчений, геолог і археолог (*1919)

## Травень

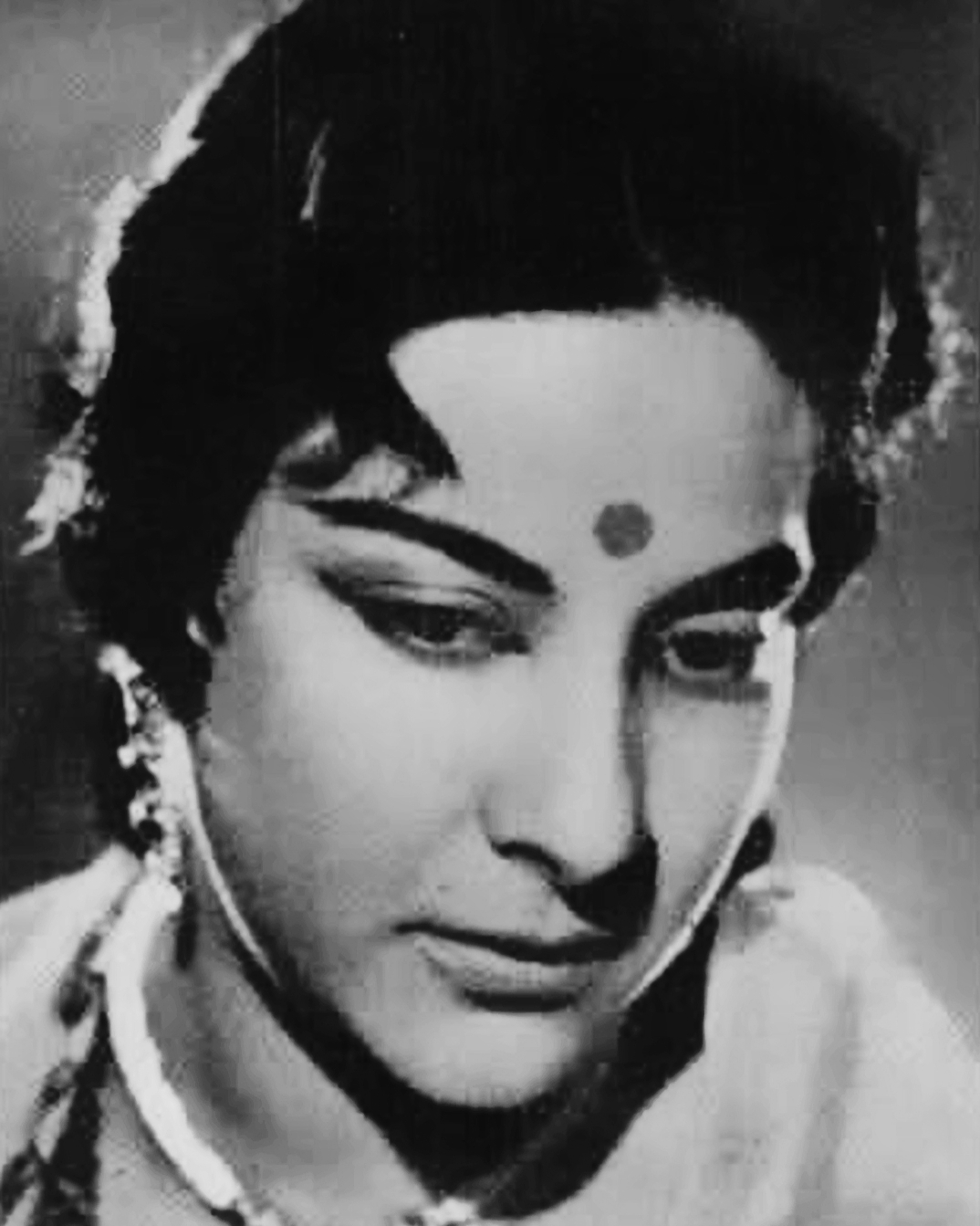
Наргіс
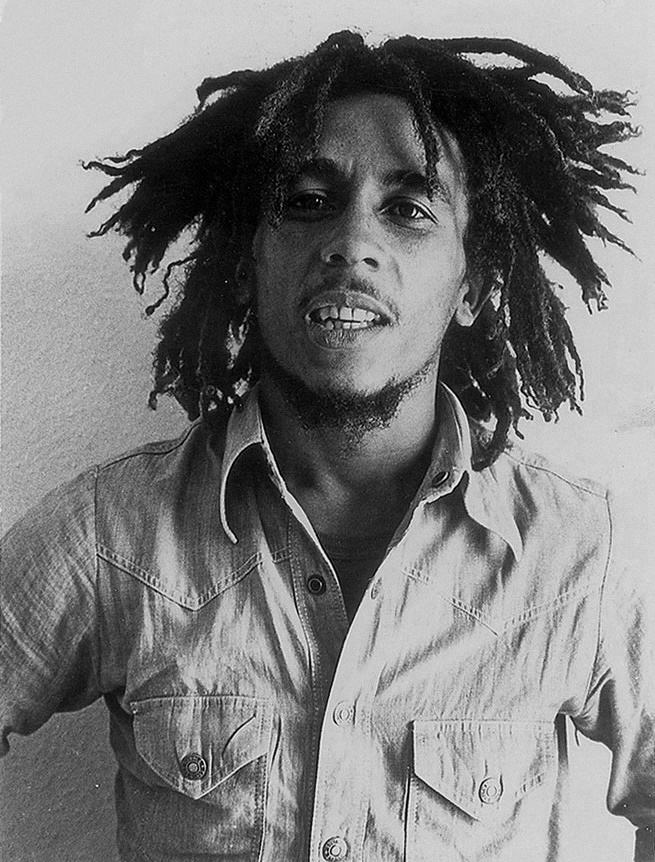
Боб Марлі
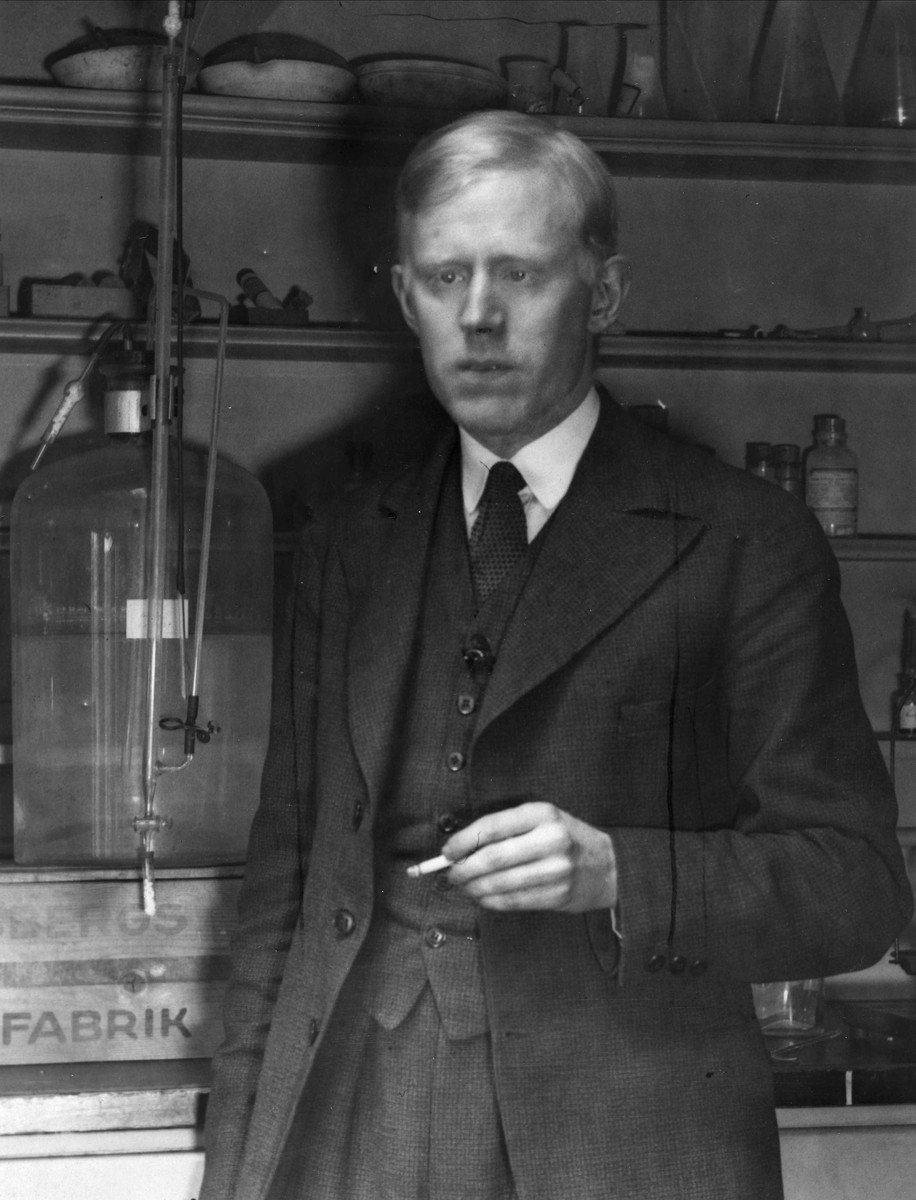
Одд Гассель
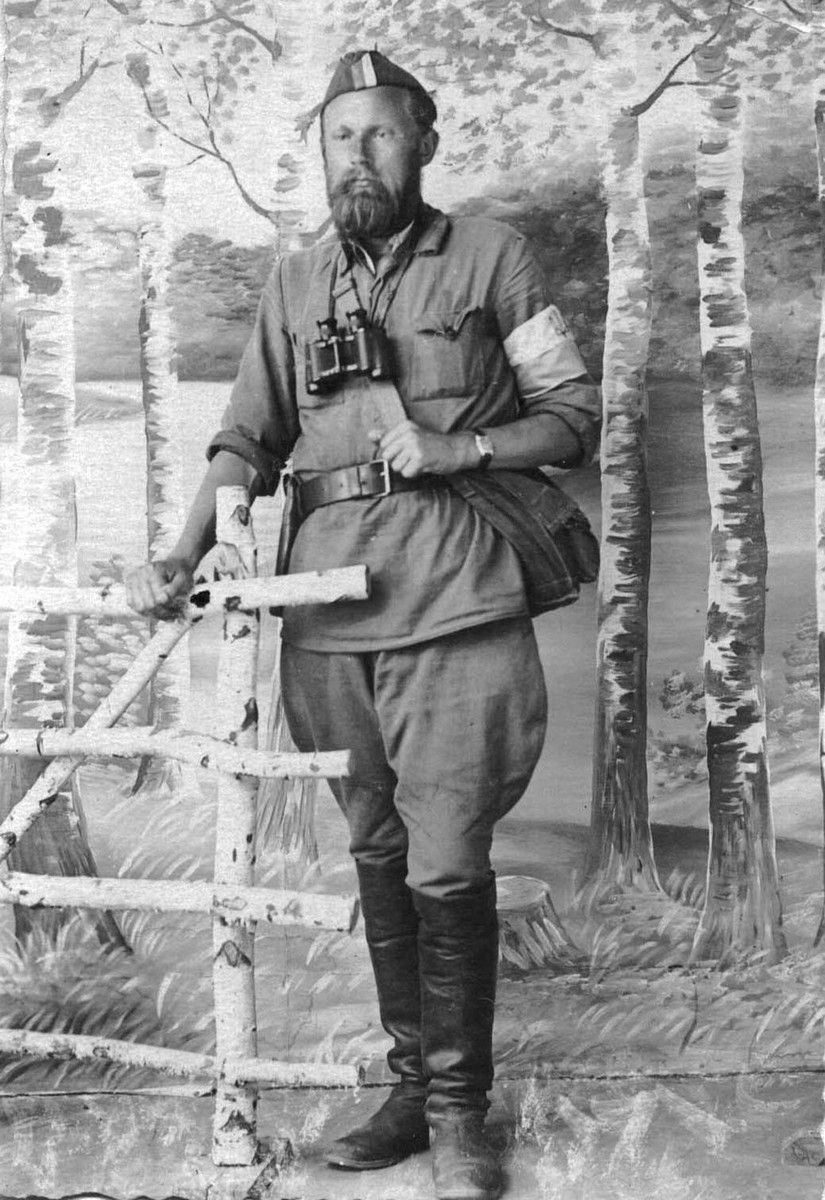
Тарас Бульба-Боровець
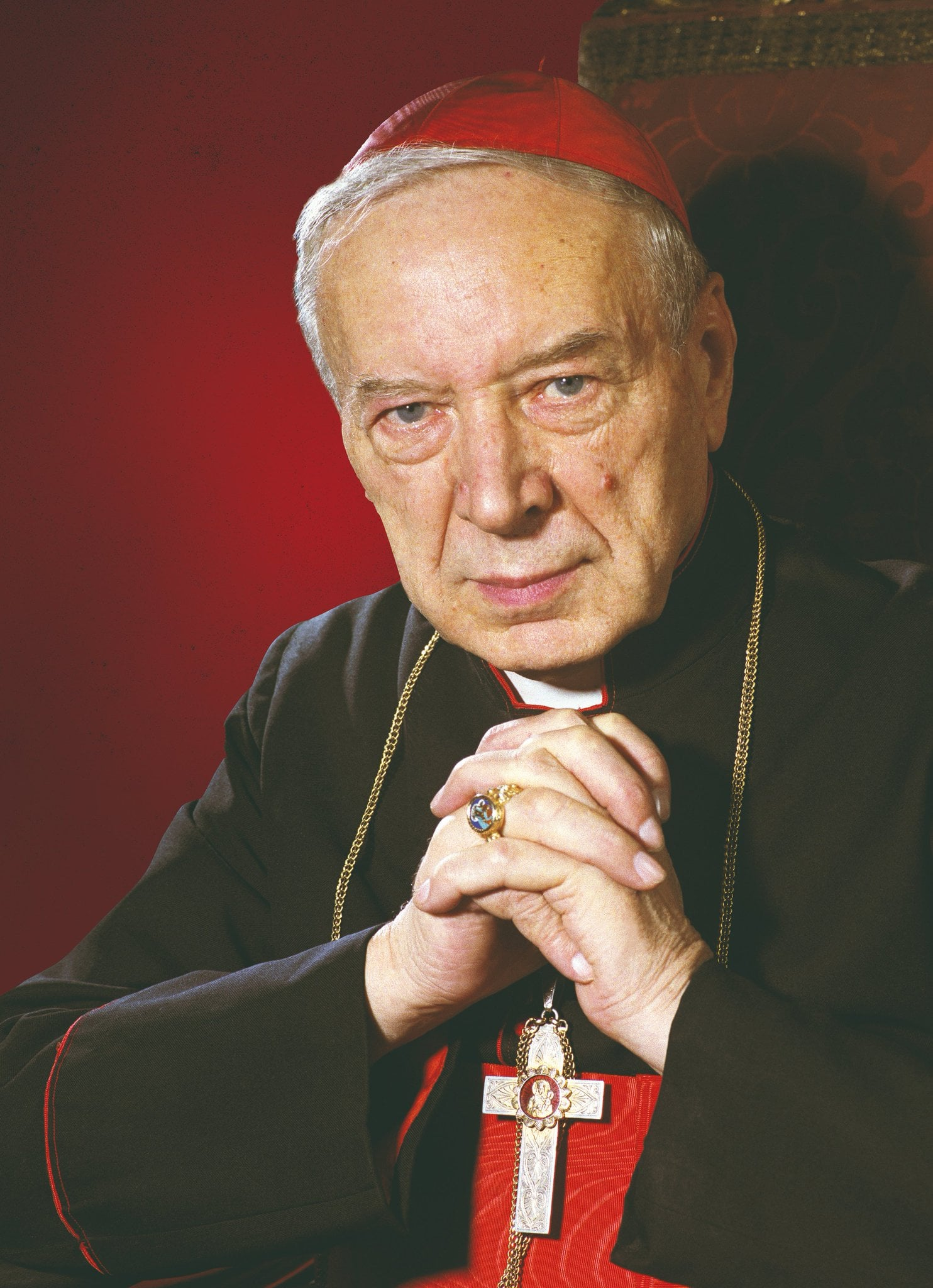
Стефан Вишинський
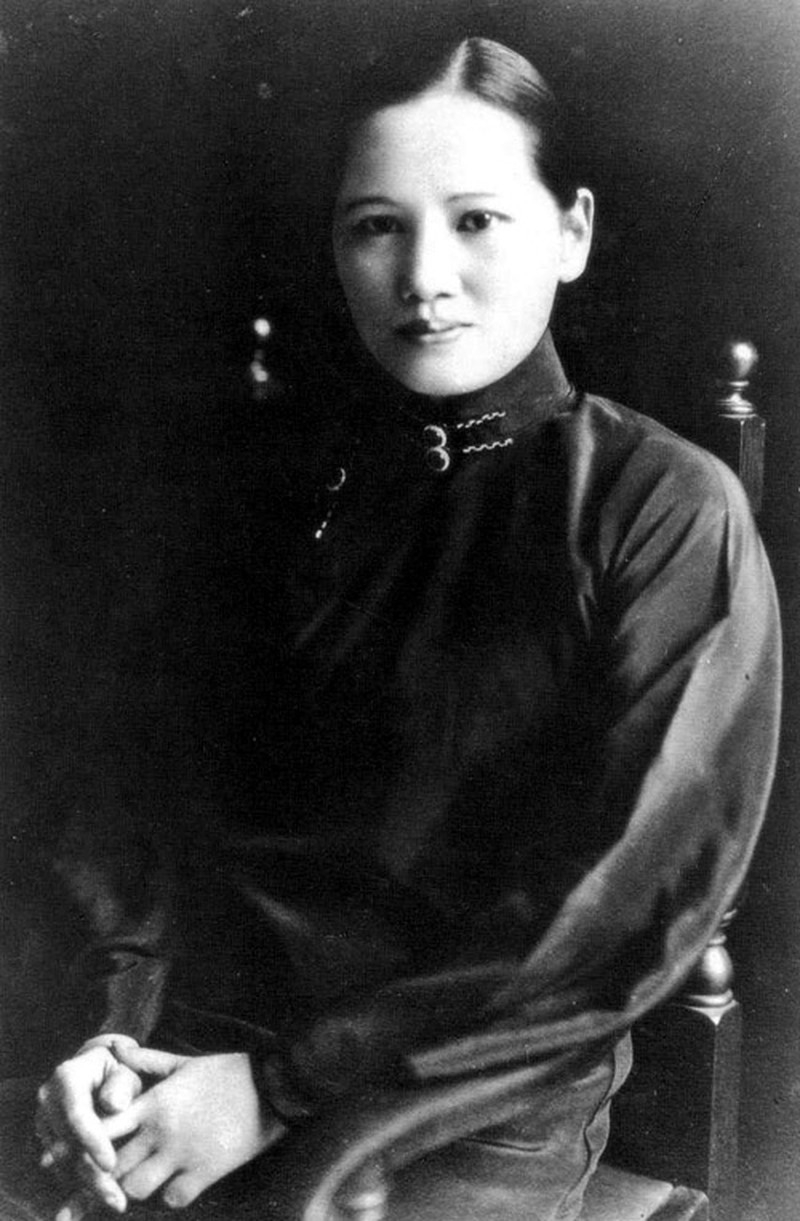
Сун Цінлін
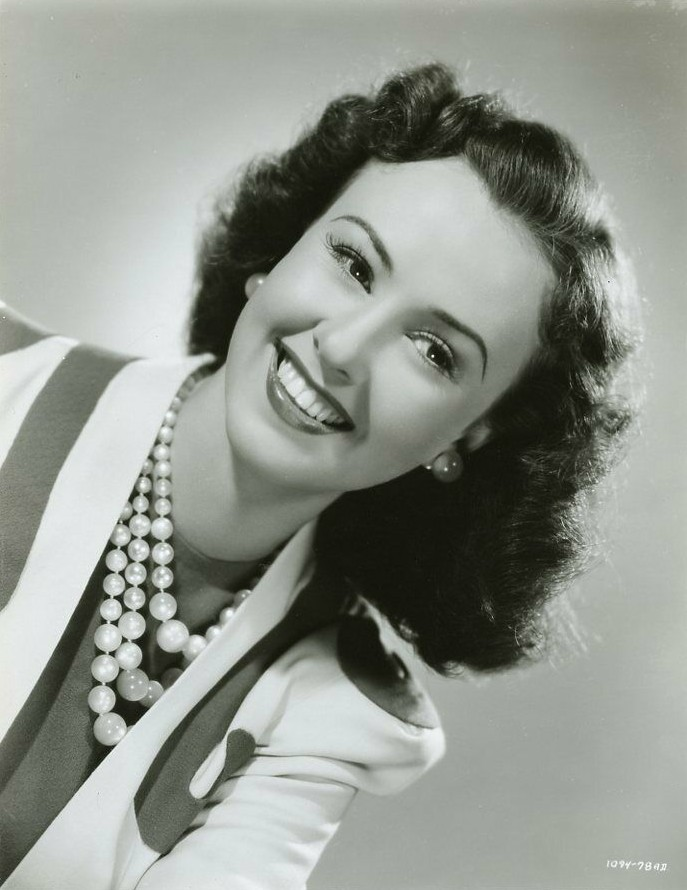
Маргарет Ліндсей

2 травня — Девід Векслер, американський психолог і психіатр (*1896)
2 травня — Яшвант Сінгх Пармар, індійський політик (*1906)
3 травня — Ейтінгон Наум Ісаакович, генерал-майор НКВС, займався організацією терористичних актів за кордоном (*1899)
3 травня — Наргіс, індійська акторка (*1929)
5 травня — Боббі Сендс, ірландський активіст, член Тимчасової Ірландської республіканської армії, член Парламенту Сполученого Королівства (*1954)
5 травня — Аль Інделікато, американський бандит і капореджиме у злочинній родині Бонанно (*1931)
5 травня — Філіп Джакконе, американський бандит і капореджиме у злочинній родині Бонанно (*1932)
5 травня — Антоніно Фаа ді Бруно, італійський генерал, актор і дворянин (*1911)
6 травня — Авраменко Василь Кирилович, український балетмейстер, хореограф, актор, кінорежисер, педагог (*1895)
6 травня — Френк Фіцсіммонс, американський робітничий лідер (*1908)
7 травня — Яхара Хіроміті, японський військовик (*1902)
7 травня — Ду Юмін, генерал-лейтенант Національної революційної армії (Гоміндан) (*1904)
8 травня — Романов Андрій Олександрович, перший син і друга дитина великого князя російського Олександра Михайловича та великої княгині Ксенії Олександрівни, старший племінник імператора Миколи II (*1897)
8 травня — Урі Грінберг, ізраїльський поет, журналіст і політик (*1896)
9 травня — Дургабай Дешмукх, індійська борчиня за свободу, юристка, соціальна працівниця і політикиня (*1909)
9 травня — Лезо Уррейзтьєта, баскський моряк, патріот, прикордонник і контрабандист (*1907)
9 травня — Маргарет Ліндсей, американська кіноактриса (*1910)
9 травня — Нельсон Алгрен, американський письменник (*1909)
9 травня — Рольф Юст Нільсен, норвезький артист ревю, співак, актор і актор озвучування (*1931)
9 травня — Яна Веріхова, чеська актриса, сценаристка, асистентка театрального режисера та перекладачка (*1935)
10 травня — Ісмаїл, султан Джохора з 1959 р. (*1894)
11 травня — Боб Марлі, ямайський співак, автор пісень і гітарист, один із піонерів регі (*1945)
11 травня — Одд Гассель, норвезький фізико-хімік, лауреат Нобелівської премії з хімії 1969 (*1897)
11 травня — Сальваторе Інзерілло, італійський мафіозі, пов'язаний з Коза Ностра (*1944)
12 травня — Бенджамін Ширес, президент Сінгапуру (1971—1981) (*1907)
12 травня — Володимир Попович, югославський кіноактор (*1935)
13 травня — Густав Дирссен, офіцер шведської армії та спортсмен (*1891)
14 травня — Мікеле Андреоло, уругвайський та італійський футболіст (*1912)
14 травня — Х. Посадас, аргентинський троцькіст (*1912)
15 травня — Йозеф Сильний, чехословацький футболіст, тренер (*1902)
15 травня — Марина Петрівна, княжна імператорської крові з дому Романових, донька великого князя Російської імперії Петра Миколайовича та чорногорської княжни Міліци Негош-Петрович (*1892)
15 травня — [[ ]], діяч українського повстанського руху часів Другої світової війни, засновник «Поліської Січі» та Української національної гвардії, генерал-хорунжий (*1908)
15 травня — Мете Інселель, турецький актор (*1938)
16 травня — Сорокін Костянтин Миколайович, радянський російський актор (*1908)
16 травня — Соеросо, індонезійський політик (*1893)
18 травня — Артур О'Коннелл, американський актор театру, кіно і телебачення (*1908)
18 травня — Вільям Сароян, американський письменник вірменського походження (*1908)
18 травня — Хіротака Оцука, японський співак і автор пісень (*1944)
20 травня — Лаурі Піхкала, фінський легкоатлет і спортивний діяч (*1888)
23 травня — Джордж Джессел, американський актор, співак, автор пісень і кінопродюсер (*1898)
23 травня — Йосіно Гензабуро, японський редактор, письменник дитячої літератури, критик, перекладач, антивоєнний активіст і журналіст (*1899)
24 травня — Хайме Рольдос Агілера, президент Еквадору (1979—1981) (*1940)
24 травня — Джек Ворнер, англійський актор (*1895)
24 травня — С.П. Адітханар, індійський медіавласник, юрист, політик (*1905)
25 травня — Георг Мальмстен, фінський співак, композитор і актор шведського походження (*1902)
25 травня — Рубі Пейн-Скотт, австралійська радіофізикиня та радіоастрономка (*1912)
25 травня — Роза Понселле, американська оперна співачка (драматичне сопрано) (*1897)
27 травня — Янош Пілінський, угорський поет (*1921)
27 травня — Арво «Пойка» Туомінен, фінський лівий політик і журналіст (*1894)
27 травня — Рейдар Сярестоніемі, фінський лапландський образотворчий художник (*1925)
27 травня — Роджер Вілер, американський бізнесмен (*1926)
28 травня — Стефан Вишинський, державний і релігійний діяч Польщі, священник, єпископ і кардинал Римо-католицької церкви, блаженний (*1901)
28 травня — Лем Біллінгс, американський бізнесмен, відомий своєю дружбою з Джоном Ф. Кеннеді та родиною Кеннеді (*1916)
28 травня — Мері Лу Вільямс, американська джазова піаністка, аранжувальниця і композиторка (*1910)
29 травня — Сун Цінлін, віце-голова КНР (1959—1975), в. о. голови КНР (1968—1972) (*1893)
29 травня — Метте Ланге-Нільсен, норвезька акторка (*1929)
29 травня — Омар Хоршид, єгипетський гітарист, актор і продюсер (*1945)
30 травня — Зіаур Рахман, президент Бангладеш з 1977 до 1981 р. (*1936)
30 травня — Свен Андерссон, шведський футболіст (*1907)
31 травня — Джузеппе Пелла, голова Ради Міністрів Італії 1953 по 1954 р. (*1902)
31 травня — Дьюла Лорант, угорський футболіст і тренер (*1923)
31 травня — Фалгуні Рой, індійський бенгальський поет (*1945)

## Червень

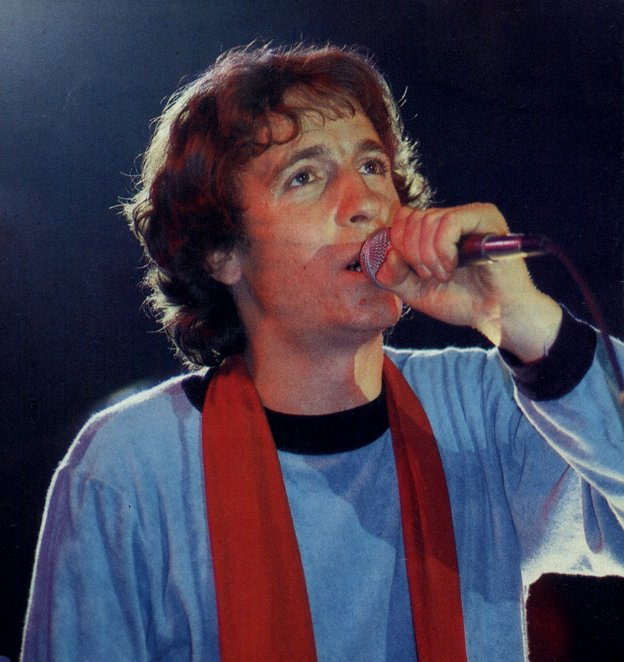
Ріно Гаетано
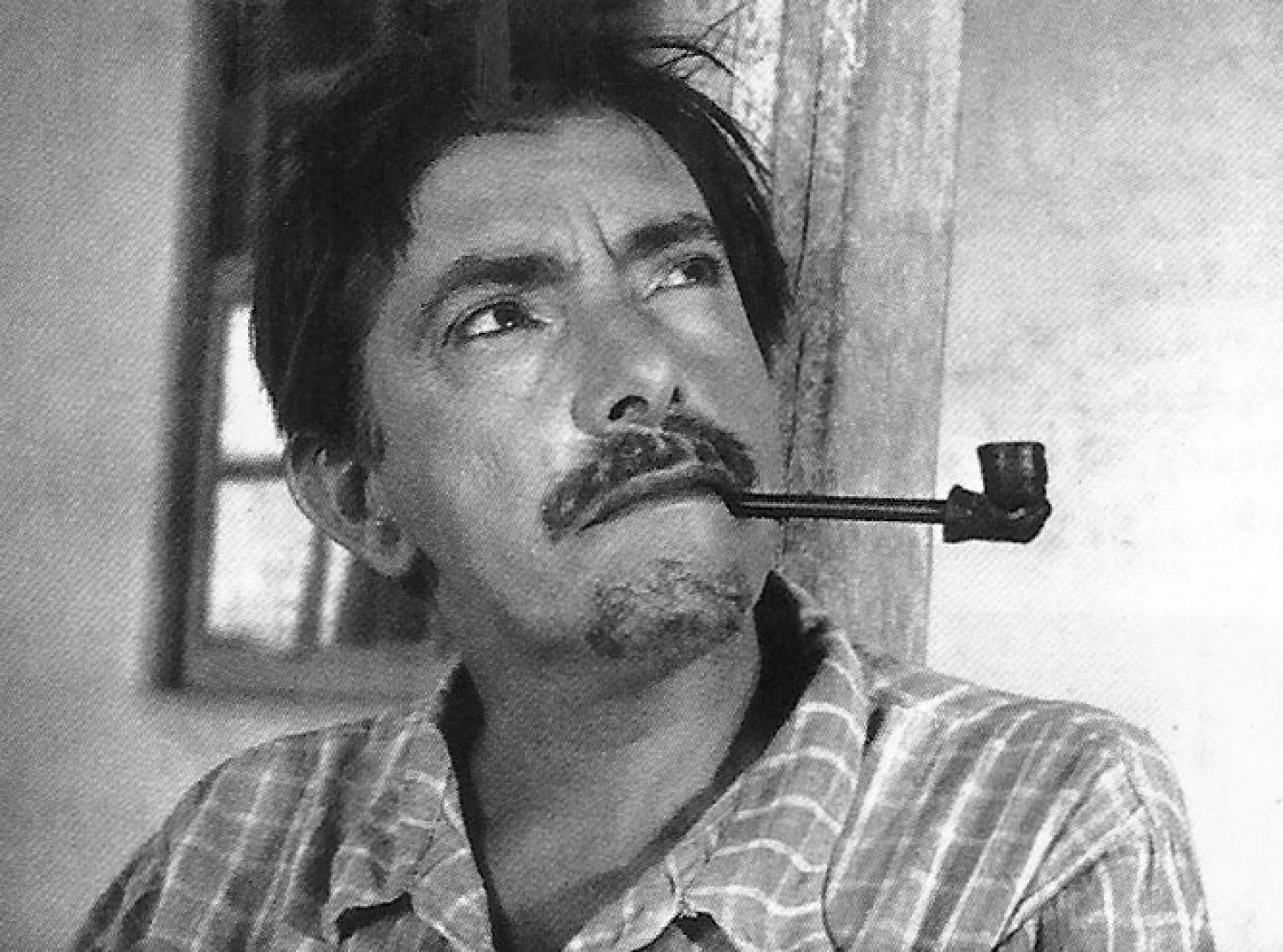
Амасіо Маццаропі
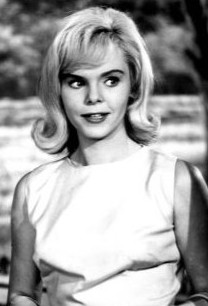
Дженні Максвелл

1 червня — Матіур Рахман, підполковник армії Бангладеш, який брав участь у вбивстві президента Зіаура Рахмана (*1950)
1 червня — Мухаммед Абуль Манзур, бангладешський офіцер, нібито причетний до вбивства президента Бангладеш Зіаура Рахмана (*1940)
2 червня — Ріно Гаетано, італійський співак і автор пісень (*1950)
3 червня — Карлтон С. Кун, американський антрополог (*1904)
5 червня — Ахмед Рамі, єгипетський поет і письменник (*1892)
6 червня — Жаклін Роман, французька акторка (*1920)
7 червня — Йоганнес Мартінус Бюрґерс, нідерландський фізик (*1895)
8 червня — Ервін Гельмхен, німецький футболіст (*1907)
8 червня — Лідія Лопокова (Лопухова), баронеса Кейнс, російська балерина, дружина англійського економіста Джона Мейнарда Кейнса (*1892)
9 червня — Аллен Ладден, американський телеведучий, актор, співак (*1917)
10 червня — Хасан Туфан, татарський письменник і поет (*1900)
10 червня — Вейсел Гюней, турецький бойовик (*1957)
10 червня — Дженні Максвелл, американська акторка (*1941)
12 червня — Махмуд Фавзі, прем'єр-міністр Єгипту в 1970—1972 р. (*1900)
13 червня — Амасіо Маццаропі, бразильський актор, комік, співак, продюсер, сценарист і режисер (*1912)
13 червня — Едуардо Гомеш, бразильський льотчик, військовий і політик (*1896)
15 червня — Ванда Агіар Орта, бразильська медсестра (*1926)
17 червня — Річард О'Коннор, британський генерал, командувач британською армією в Північній Африці під час Другої світової війни (*1889)
17 червня — Іцхак Цукерман, сіоністський діяч, один із керівників єврейського антинацистського підпілля у Варшаві (*1915)
18 червня — Іванов Віктор Михайлович, радянський український кінорежисер, сценарист, письменник (*1909)
19 червня — Лотта Райніґер, німецька режисерка анімаційного кіно (*1899)
19 червня — Субхаш Мухопадхяй, індійський учений, лікар (*1931)
20 червня — Мустафа Чамран, іранський вчений, державний і військовий діяч (*1932)
21 червня — Альберто Суппічі, уругвайський футболіст, футбольний тренер (*1898)
23 червня — Сара Леандер, шведська акторка та співачка (*1907)
23 червня — Сьюкі Потьє, англійська модель (*1947)
23 червня — Хо Яу Квонг, син грального магната Макао Стенлі Хо (*1948)
24 червня — Бетті Маккіннон, австралійська спринтерка (*1925)
26 червня — Вернер Теске, співробітник Міністерства державної безпеки НДР (*1942)
26 червня — Дон Мегован, американський актор (*1922)
26 червня — Росл Майр, німецька фольклорна актриса (*1896)
28 червня — Террі Фокс, канадський громадський діяч, атлет (*1958)
28 червня — Мохаммад Бехешті, іранський юрист, поетичний філософ, священнослужитель і політик (*1928)
29 червня — Антеро Ківі, фінський метальник диска (*1904)

## Липень

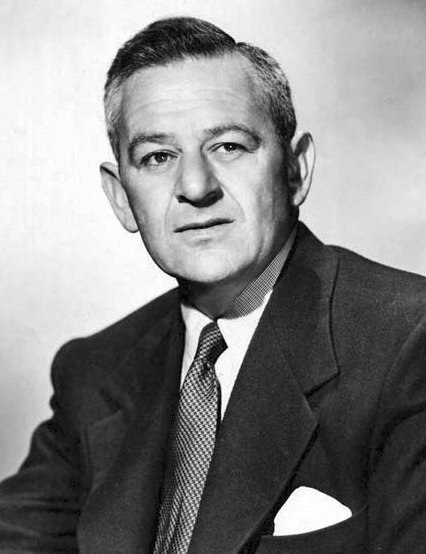
Вільям Вайлер

1 липня — Зденек Буріан, чеський художник та книжковий ілюстратор (*1905)
1 липня — Карлуш де Олівейра, португальський поет і прозаїк, сценарист кіно і фольклорист (*1921)
1 липня — Марсель Броєр, угорсько-американський архітектор-модерніст і дизайнер меблів (*1902)
1 липня — Бернар Дімі, французький поет, автор пісень (*1931)
1 липня — Їржі Восковец, чесько-американський актор (*1905)
3 липня — Рос Мартін, американський актор радіо, озвучування, сцени, кіно та телебачення (*1920)
3 липня — Чень Веньчен, тайванський студент-математик, що вчився у США, вбитий за загадкових обставин (*1950)
4 липня — Гельмут Греттруп, німецький інженер-ракетник (*1916)
4 липня — Кімура Ісао, японський актор (*1923)
5 липня — Мануель Уррутіа Льєо, президент Куби у 1959 р. (*1901)
5 липня — Девід Хаубеншток, французький актор німецького походження (*1966)
5 липня — Педро Енріке Орлеанський і Браганца, нащадок бразильської імператорської родини та претендент на скасований трон Бразилії з 1921 року (*1909)
7 липня — Кахтан Мухаммед аш-Шаабі, перший президент Південного Ємену (1967—1969) (*1920/1923/1924)
10 липня — Кен МакЕлрой, американський злочинець (*1934)
11 липня — Тівадар Білічі, угорський актор (*1901)
12 липня — Полевой Борис Миколайович, російський радянський письменник, журналіст, мемуарист, громадський діяч (*1908)
12 липня — Енн Флемінг, британська аристократка та світська левиця (*1913)
15 липня — Клаудіо Руффіні, італійський актор і каскадер (*1922)
16 липня — Гаррі Чепін, американський співак, автор пісень, філантроп і борець з голодом (*1942)
16 липня — Неда Спасоєвич, сербська актриса (*1941)
17 липня — Сем Бартрам, англійський футболіст і тренер (*1914)
19 липня — Хосе Марія Пеман, іспанський письменник (журналіст, драматург і поет), а також оратор (*1897)
20 липня — Анна Ратко, угорська ткаля, профспілковий лідер, міністр та епонім «епохи Ратко» (*1903)
20 липня — Камаруддін Сіалві, пакистанський ісламський учений, релігійний лідер і політик (*1906)
20 липня — Янош Райз, угорський актор (*1907)
21 липня — Кадочников Петро Павлович, радянський актор (*1944)
22 липня — Рольф Вютеріх, німецький гонщик у відділі гоночних автомобілів Porsche; пасажир у смертельній аварії за участю актора Джеймса Діна (*1927)
23 липня — Іван Еклінд, футбольний арбітр зі Швеції (*1905)
23 липня — Кадзуо Таока, японський якудза та бізнесмен (*1913)
23 липня — Кім Чон Хі, політик і бізнесмен японського колоніального періоду та Південної Кореї (*1922)
24 липня — Хамка, індонезійський улем, філософ, письменник, прозаїк, викладач, політик і журналіст (*1908)
25 липня — Ху Ланьчен, китайський письменник (*1906)
27 липня — Вільям Вайлер, американський кінорежисер, продюсер, сценарист (*1902)
27 липня — Борис Долто, французький фізіотерапевт російського походження (*1899)
27 липня — Хасан Реда, єгипетський режисер, письменник і редактор (*1921)
27 липня — Шанкарлал Двіведі, індійський поет і письменник (*1941)
27 липня (знайдений убитим) — Адам Волш, американський хлопчик, жертва резонансного вбивства (*1974)
28 липня — Гаррі Блум, південноафриканський журналіст, прозаїк, активіст і викладач (*1913)
29 липня — Роберт Мозес, американський містобудівник та чиновник в агломерації Нью-Йорка (*1888)
29 липня — Жан-Мішель Карадек, французький співак і автор пісень (*1946)
30 липня — Сулейман Джихан, курдський комуністичний політик (*1947)
31 липня — Енріке Ерцог, президент Болівії з 1947 по 1949 р. (*1897)
31 липня — Ласло Раффінський, румунський футболіст, тренер (*1905)
31 липня — Омар Торріхос, панамський диктатор і військовий лідер Панами, а також командувач Панамської національної гвардії з 1968 р. (*1929)
31 липня — Стефанія Ротоло, італійська танцівниця, співачка та телеведуча (*1951)

## Серпень

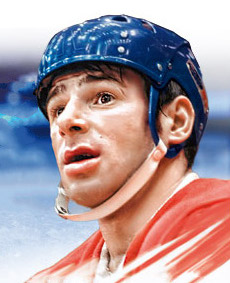
Валерій Харламов
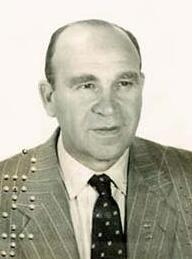
Бела Гуттманн
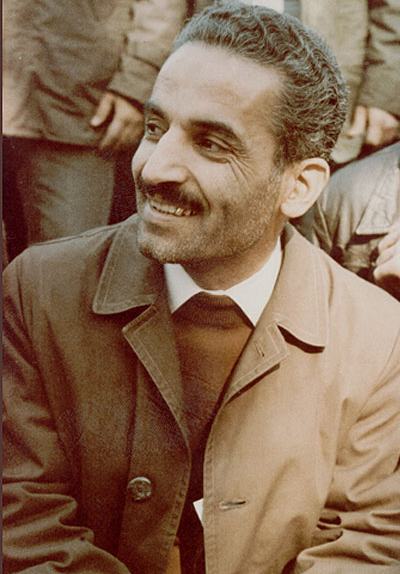
Мохаммад Алі Раджаї
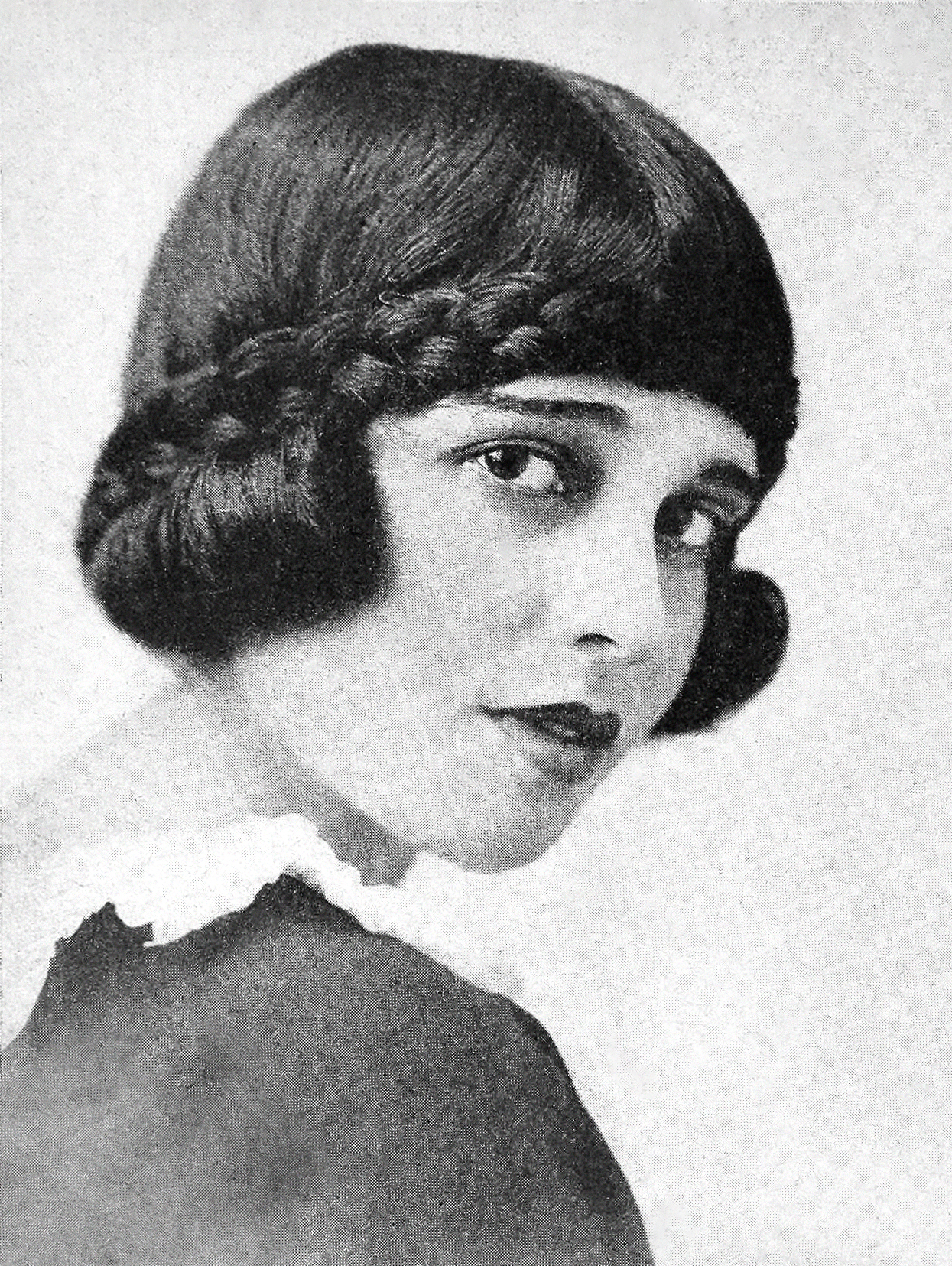
Аніта Лус
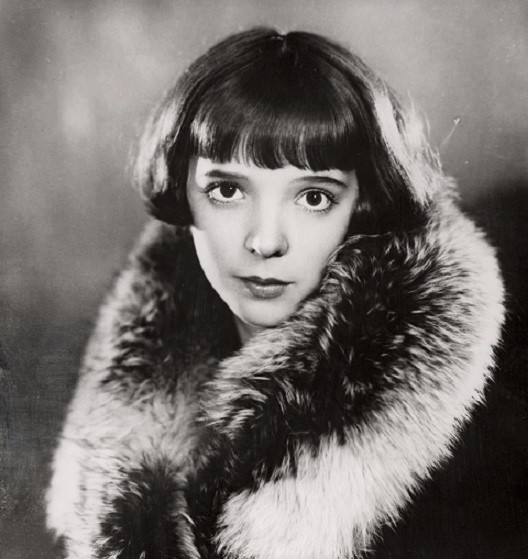
Джессі Метьюз

1 серпня — Педді Чаєфські, американський драматург, сценарист, письменник (*1923)
1 серпня — Ян Баторій, польський кінорежисер і сценарист (*1921)
2 серпня — Дельфо Кабрера, аргентинський легкоатлет, який спеціалізувався в бігу на довгі дистанції та марафонському бігу (*1919)
2 серпня — Стефані Клаусен, данська стрибунка у воду (*1900)
2 серпня — Саєд А.Б. Махмуд Хоссейн, бангладешський юрист, адвокат, суддя (*1916)
3 серпня — Сі Деджін, тайванський художник (*1923)
4 серпня — Мелвін Дуглас, американський актор (*1901)
4 серпня — Яків Шабтай, єврейський письменник, драматург, лірик, сценарист і перекладач (*1934)
5 серпня — Єжи Нейман, польський математик і статистик (*1894)
9 серпня — Іцхак Нісім, сефардський головний рабин Ізраїлю (*1895)
9 серпня — Мартін Гірте, німецький актор і актор дубляжу (*1921)
9 серпня — Саєд Муртаза Алі, бангладешський письменник (*1902)
10 серпня — Душко Попов, потрійний агент часів Другої світової війни сербського походження (*1912)
10 серпня — Алан Ласеллес, британський придворний і державний службовець, особистий секретар Георга VI та Єлизавети II (*1887)
12 серпня — Анджело Моратті, італійський підприємець і спортивний менеджер, президент ФК «Інтернаціонале» з 1955 по 1968 р. (*1909)
14 серпня — Карл Бем, австрійський диригент (*1894)
14 серпня — Салах Абд ас-Сабур, єгипетський поет, літературний критик (*1931)
14 серпня — Стеван Дороньський, учасник Другої світової війни в Югославії, громадсько-політичний діяч СФР Югославії, СР Сербії та САК Воєводини (*1919)
15 серпня — Ервіль Лебарон, лідер американської полігамної групи мормонських фундаменталістів, який наказав убити багатьох своїх опонентів (*1925)
17 серпня — Маріама Ба, сенегальська письменниця і феміністка (*1929)
17 серпня — Домінік Наполітано, капореджиме американської мафії у злочинній родині Бонанно (*1930)
17 серпня — Франсіс Турателло, італійський злочинець (*1944)
18 серпня — Аніта Лус, американська актриса, прозаїкиня, драматургиня і сценаристка (*1888)
18 серпня — Кароліна Набуко, бразильська письменниця та перекладачка (*1890)
18 серпня — Роберт Рассел Беннет, американський композитор і аранжувальник (*1894)
19 серпня — Бадаві аль-Джабаль, сирійський поет і політик (*1903)
19 серпня — Джессі Метьюз, англійська актриса, танцівниця та співачка 1920-1930-х років (*1907)
19 серпня — Пек Сон Ук, південнокорейський буддійський монах, політик, поет, професор університету, політичний діяч (*1897)
21 серпня — Юзеф Ружанський, польський комуніст, офіцер НКВС СРСР і МГБ ПНР (*1907)
21 серпня — Кака Калелкар, активіст незалежності Індії, соціальний реформатор, журналіст і послідовник Махатми Ганді (*1885)
22 серпня — Глаубер Роша, бразильський кінорежисер, теоретик Cinema Novo (*1939)
22 серпня — Вісенте Манансала, філіппінський художник-кубіст та ілюстратор (*1910)
22 серпня — Куніко Мукайда, японська сценаристка, письменниця (*1929)
22 серпня — Ребекка Ааронсон, ізраїльська активістка з сім'ї Ааронсон (*1891)
22 серпня — Саша Паня, румунський єврейський письменник (*1902)
23 серпня — їржина Шейбалова, чеська актриса, оперна співачка, театральна педагогиня (*1905)
23 серпня — Рольф Герріхт, німецький актор, комік, музикант і поп-співак (*1927)
24 серпня — Вільям Ф. Дін, генерал-майор армії США під час Другої світової та Корейської воєн (*1899)
27 серпня — Харламов Валерій Борисович, радянський хокеїст (*1948)
28 серпня — Бела Гуттманн, угорський футболіст і футбольний тренер (*1899)
28 серпня — Поль Анспах, бельгійський фехтувальник (*1882)
28 серпня — М.О. Матхаї, індійський письменник, особистий секретар першого прем'єр-міністра Індії Джавахарлала Неру (*1909)
30 серпня — Віра-Елен, американська танцівниця та актриса (*1921)
30 серпня — Мохаммад Алі Раджаї, президент Ірану в 1981 р. (*1933)
30 серпня — Мухаммед-Джавад Багонар, іранський духовний і політичний діяч, прем'єр-міністр Ірану в 1981 р. (*1933)
30 серпня — Мусіо де Кастро, бразильський журналіст і політик (*1915)
30 серпня — Ніхарранджан Рей, індійський бенгальський історик (*1903)
серпень — Енедіна Алвес Маркес, бразильська вчителька та інженерка-новаторка (*1913)

## Вересень

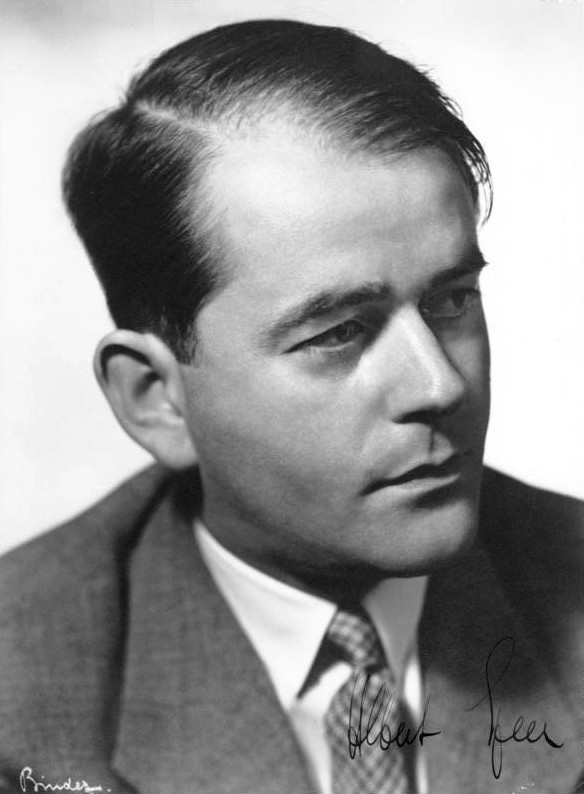
Альберт Шпеер
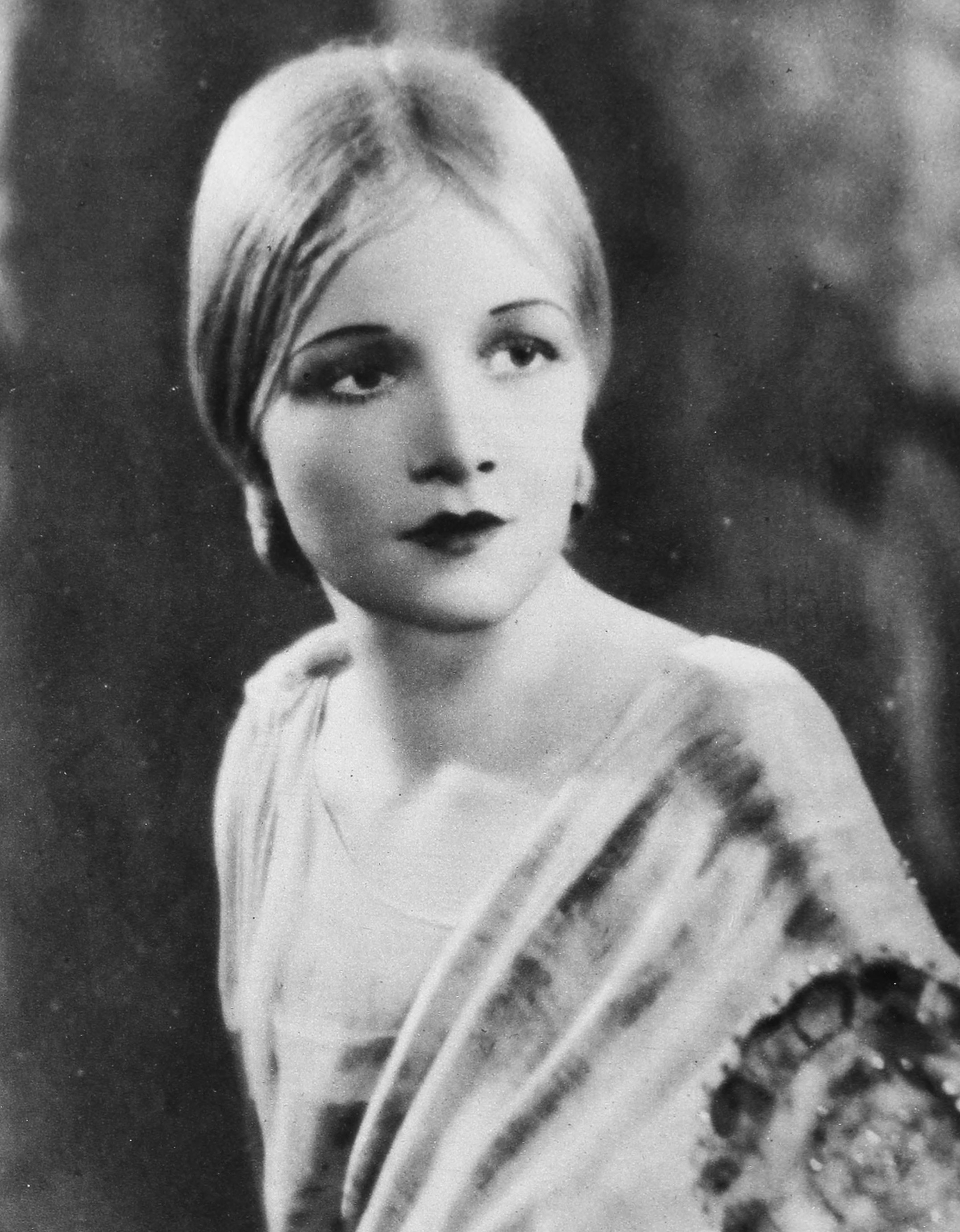
Енн Гардінг
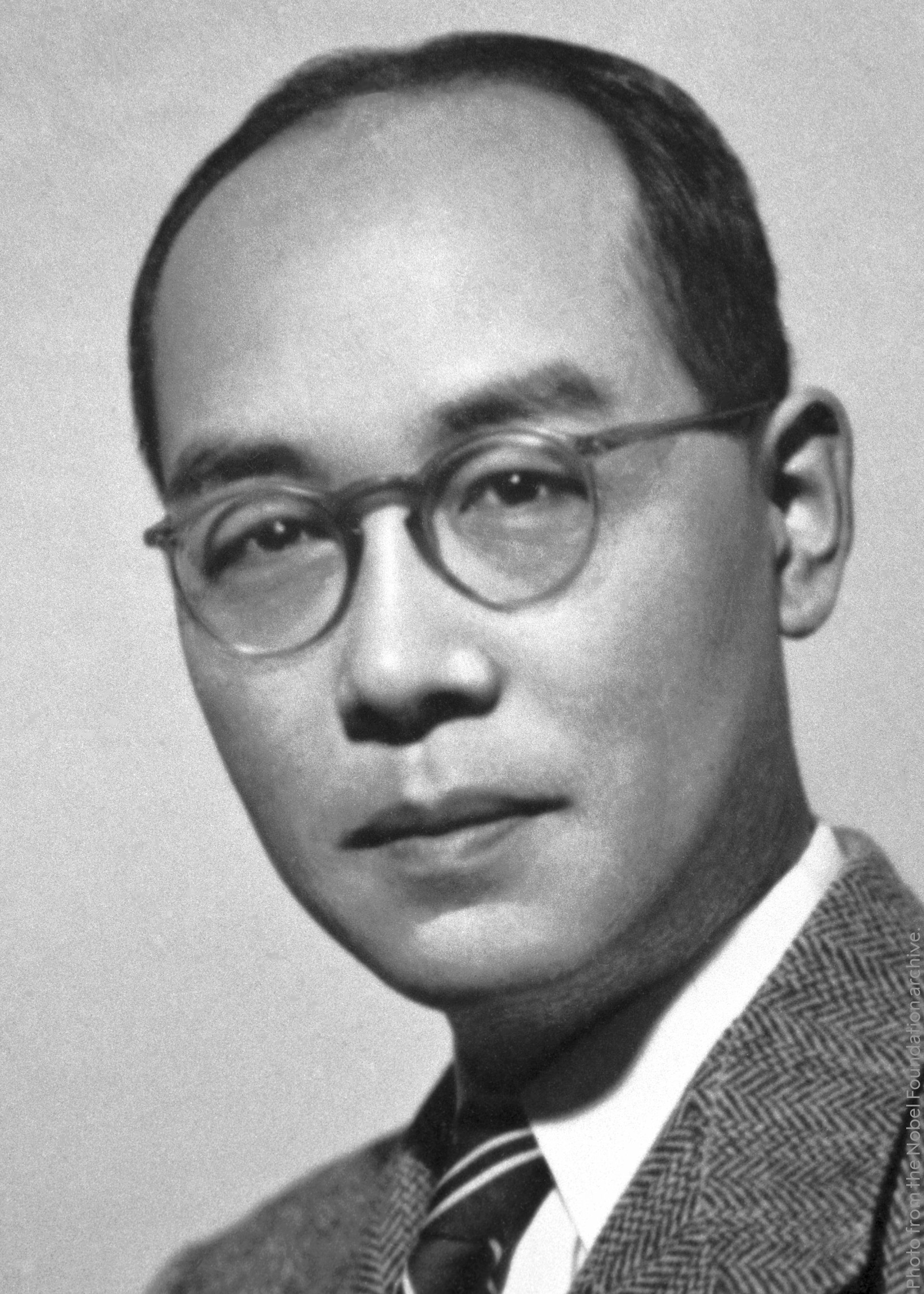
Юкава Хідекі
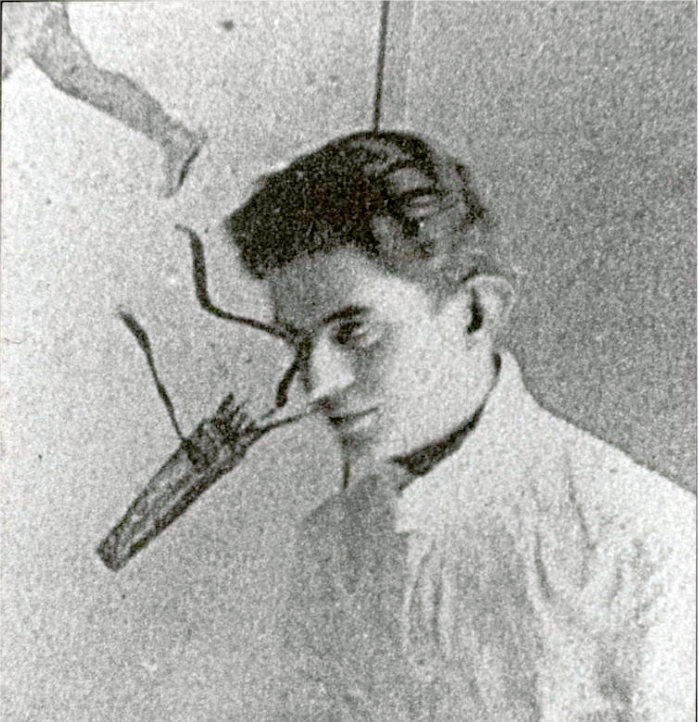
Жак Лакан
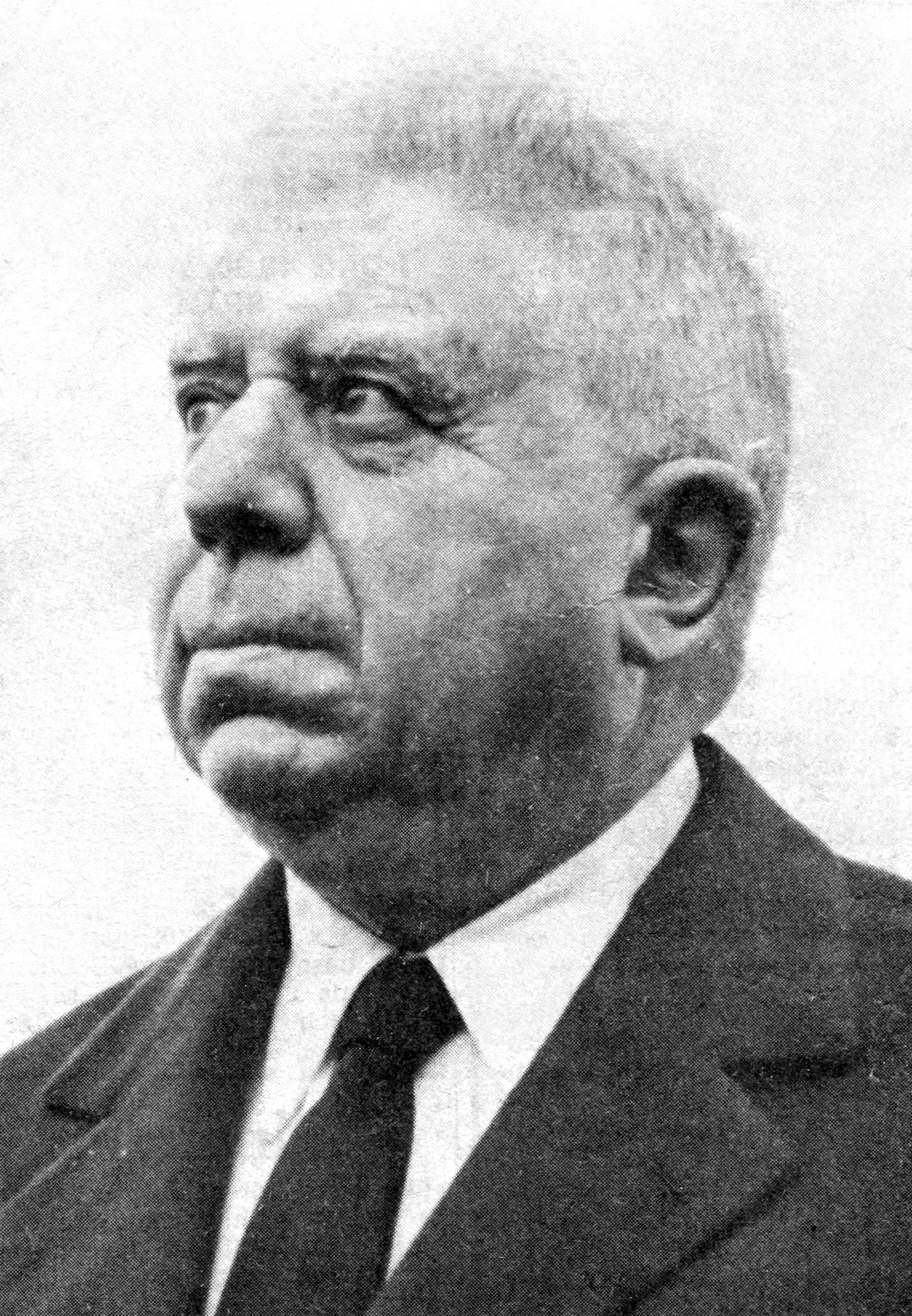
Еудженіо Монтале
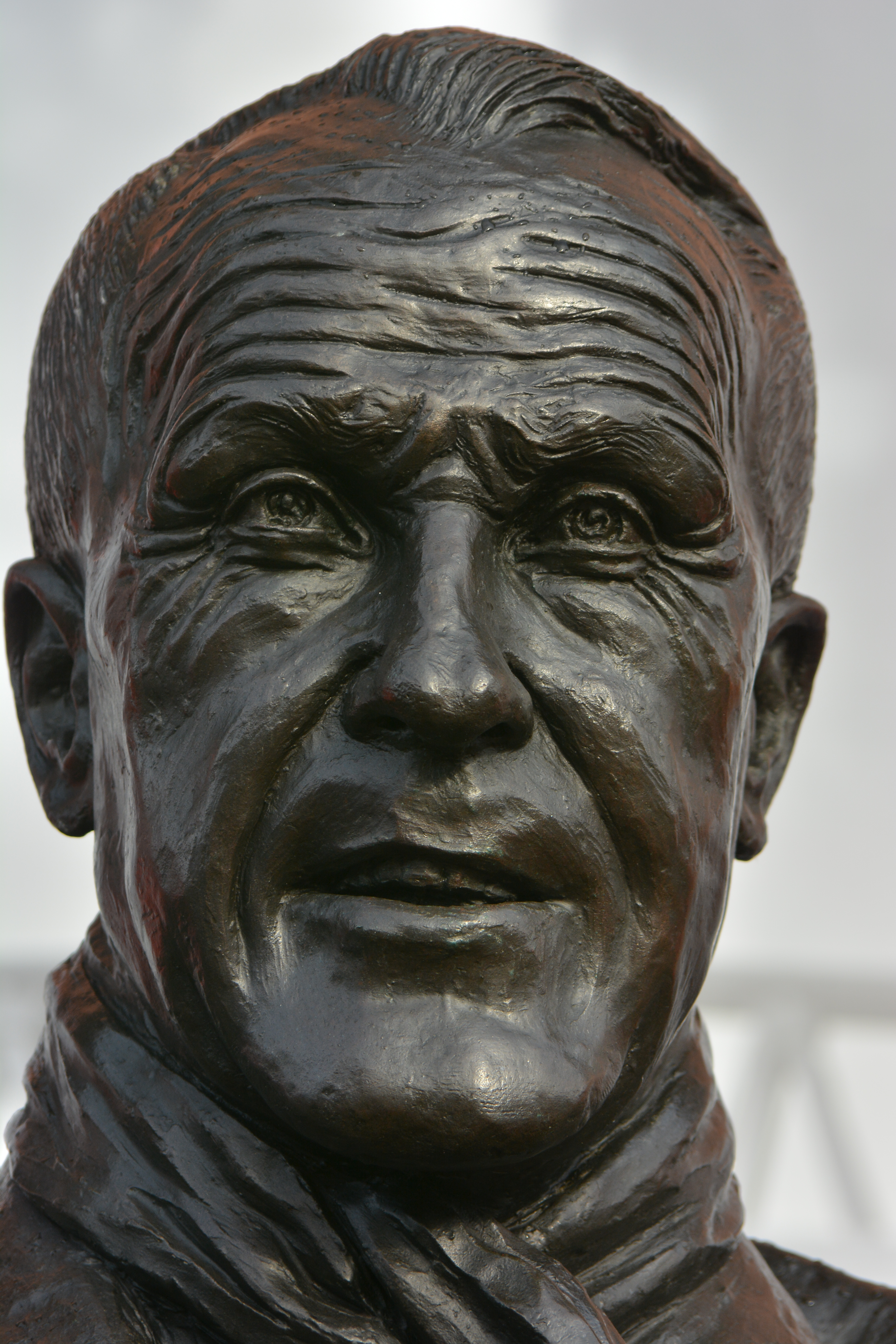
Білл Шенклі (скульптура)

1 вересня — Альберт Шпеер, німецький архітектор, міністр озброєнь і військового виробництва в нацистській Німеччині (*1905)
1 вересня — Енн Гардінг, американська акторка (*1902)
2 вересня — Тадеуш Бейрд, польський композитор (*1928)
3 вересня — Ренсіс Лайкерт, американський соціальний психолог (*1903)
4 вересня — Естер Рааб, ізраїльська поетеса та письменниця (*1894)
4 вересня — Карл Ноулз, американський баскетболіст (*1910)
5 вересня — Алеш Грдлічка, чеський антрополог (*1869)
5 вересня — Дональд Сінклер, офіцер торговельного та королівського флоту Великої Британії та співвласник готелю Gleneagles у Торкі, Девон, Англія (*1909)
5 вересня — Лідія Сімонескі, італійська актриса озвучування та акторка (*1908)
7 вересня — Крісті Браун, ірландська письменниця та художниця (*1932)
8 вересня — Юкава Хідекі, японський фізик, Нобелівська премія з фізики 1949 (*1907)
8 вересня — Нісаргадатта Махарадж, індійський індуїстський духовний вчитель, філософ (*1897)
8 вересня — Рой Вілкінс, американський борець за громадянські права з 1930-х до 1970-х рр. (*1901)
9 вересня — Жак Лакан, французький психоаналітик та психіатр (*1901)
9 вересня — Рікардо Бальбін, аргентинський політик і юрист (*1904)
10 вересня — Рівка Ґубер, ізраїльська соціальна працівниця, вихователька, активістка (*1902)
10 вересня — Ріяд Аль-Сунбаті, єгипетський музикант і композитор (*1906)
11 вересня — Баба Факір Чанд, індійський індуїстський йог (*1886)
11 вересня — Гарольд Беннет, англійський актор (*1898)
11 вересня — Френк Макг'ю, американський актор театру, радіо, кіно та телебачення (*1898)
12 вересня — Еудженіо Монтале, італійський поет, прозаїк, літературний критик, Нобелівська премія з літератури 1975 (*1896)
12 вересня — Собко Вадим Миколайович, український радянський письменник, прозаїк, драматург (*1912)
16 вересня — Гвадалупе Марін, мексиканська модель і романістка (*1893)
16 вересня — Дзіро Ішіба, японський політик (*1908)
16 вересня — Колетт де Жувенель, французька журналістка, борчиня опору та феміністка (*1913)
16 вересня — Ніна Сценна, шведська акторка (*1907)
19 вересня — Джок Сміт, нідерландська лінгвістка, журналістка, політикиня і феміністка (*1933)
20 вересня — Арне Келлеруд, шведський актор (*1913)
21 вересня — Білодід Іван Костянтинович, радянський український мовознавець і педагог, партійний діяч, один з провідників русифікації (*1906)
21 вересня — Найджел Патрік, англійський актор і режисер (*1912)
22 вересня — Гаррі Воррен, американський кінокомпозитор (*1893)
23 вересня — Вождь Ден Джордж, вождь першої нації Тслейл-Ваутут у канадській провінції Британська Колумбія (*1899)
23 вересня — Нотонагоро, індонезійський юрист і мислитель (*1905)
24 вересня — Петсі Келлі, американська акторка, співачка і танцюристка (*1910)
26 вересня — Людвіг Гольдбруннер, німецький футболіст і футбольний тренер (*1908)
26 вересня — Рой Кокрен, американський легкоатлет, який спеціалізувався в бігу з бар'єрами (*1919)
26 вересня — Фред Трамп (молодший), американський пілот, старший брат президента США Дональда Трампа (*1938)
26 вересня — Буй Тхань Лієм, в'єтнамський льотчик-випробувач, майор Народних повітряних сил В'єтнаму (*1949)
27 вересня — Броніслав Маліновський, польський легкоатлет (*1951)
27 вересня — Роберт Монтгомері, американський актор, режисер і продюсер (*1904)
28 вересня — Павлов Яків Федотович, радянський червоноармієць, учасник Сталінградської битви («Будинок Павлова»), Герой Радянського Союзу (*1917)
28 вересня — Ромуло Бетанкур, президент Венесуели у 1945—1948 та 1959—1964 рр. (*1908)
28 вересня — Ксенія Атанасієвич, сербська філософиня, перекладачка та викладачка університету (*1894)
29 вересня — Білл Шенклі, шотландський футболіст і тренер, легенда «Ліверпуля» (*1913)
29 вересня — Френсіс Єйтс, англійська історикиня культури Ренесансу (*1899)
29 вересня — Томмі Мур, англійський барабанщик, який грав з Beatles з травня по червень 1960 року (*1931)
30 вересня — Пітер Шельте Хеерема, нідерландський інженер-будівельник, член німецьких військ СС, офіцер голландського СС, після війни — підприємець (*1908)

## Жовтень

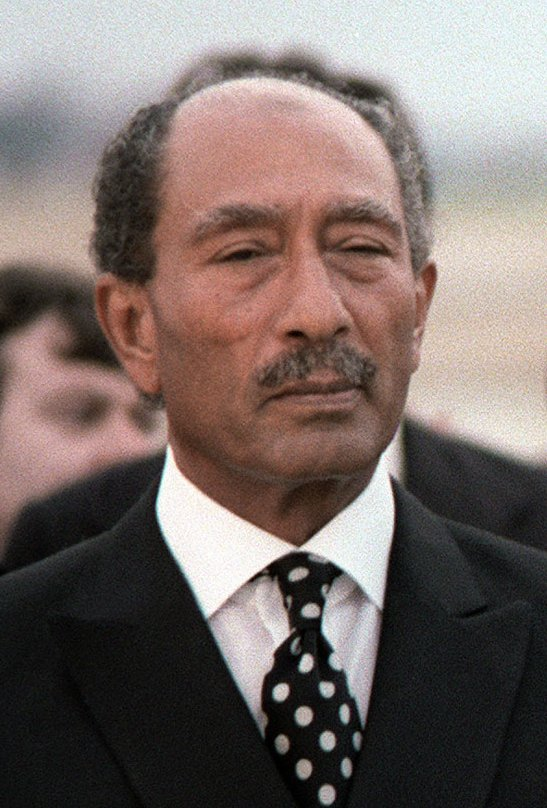
Анвар Садат
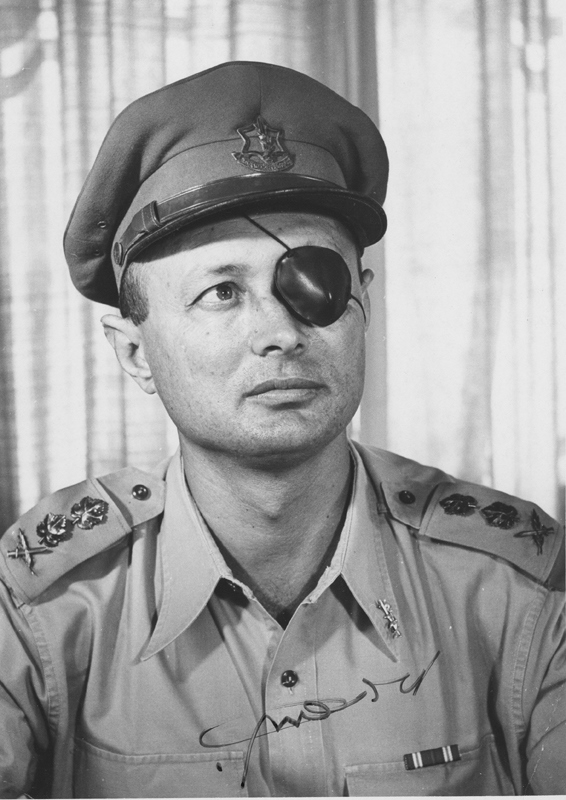
Моше Даян

1 жовтня — Паан Сінгх Томар, індійський військовий, спортсмен і бандит (*1932)
2 жовтня — Зіауддін Мадані, ісламський учений і суфійський шейх, більшу частину життя прожив у Медіні (*1877)
3 жовтня — Тадеуш Котарбінський, польський філософ і логік, мислитель (*1886)
3 жовтня — Сіндзі Тогава, японський залізничний бюрократ і політик (*1884)
4 жовтня — Хадж Абдеррахмане, алжирський актор (*1940)
5 жовтня — Глорія Грем, американська акторка та співачка (*1923)
5 жовтня — Маріо Рейс, бразильський співак (*1907)
6 жовтня — Анвар Садат, президент Єгипту (1970—1981), прем'єр-міністр Єгипту (1973—1974, 1980—1981), лауреат Нобелівської премії миру 1978 (*1918)
6 жовтня — Елемер Кочиш, румунський футболіст і тренер (*1910)
7 жовтня — Запорожець Олександр Володимирович, радянський психолог (*1905)
7 жовтня — Сутомо, індонезійський революціонер і полководець (*1920)
8 жовтня — Гайнц Когут, австрійсько-американський психоаналітик (*1913)
8 жовтня — Армандо Бо, аргентинський кінорежисер, актор і кінопродюсер (*1914)
8 жовтня — Маріель Маріскот, бразильський поліцейський (*1940)
9 жовтня — Хуліо Лібонатті, аргентинський та італійський футболіст (*1901)
9 жовтня — Казі Мотахар Хоссейн, бангладешський письменник, учений, статистик, шахіст і журналіст (*1897)
9 жовтня — Карл Лютгендорф, австрійський кадровий офіцер і політик (*1914)
10 жовтня — С. Будхярто Мартоатмоджо, індонезійський юрист, викладач, політичний діяч (*1898)
12 жовтня — Агата Баковія, румунська поетеса, дружина поета Джордже Баковія (*1895)
13 жовтня — Антоніо Берні, аргентинський живописець (*1905)
13 жовтня — Філіп Етанслен, французький автогонщик (*1896)
15 жовтня — Гокан Вестергрен, шведський актор (*1899)
15 жовтня — Френк де Кова, американський персонажний актор (*1910)
16 жовтня — Моше Даян, ізраїльський військовий та державний діяч, генерал-лейтенант, міністр оборони Ізраїлю, начальник генерального штабу ЦАХАЛ, міністр закордонних справ, міністр сільського господарства (*1915)
16 жовтня — Удодов Іван Васильович, радянський важкоатлет (*1924)
16 жовтня — Р. Мутураман, індійський актор, який переважно знімався у фільмах тамільською мовою (*1929)
16 жовтня — Стенлі Клементс, американський актор і комік (*1926)
17 жовтня — Альбер Коен, швейцарський і французький письменник (*1895)
17 жовтня — Каннадасан, індійський поет, автор текстів пісень до кінофільмів, продюсер, актор, сценарист, редактор, філантроп (*1927)
17 жовтня — Мунір Мурад, єгипетський актор, композитор і співак, з сім'ї єгипетських євреїв (*1922)
19 жовтня — Дан Кое, румунський футболіст (*1941)
21 жовтня — Д.Р. Бендре, один із найвидатніших поетів в історії каннадської літератури (*1896)
21 жовтня — П'єр Мішель, французький слідчий суддя (*1943)
22 жовтня — Девід Берглі, британський легкоатлет, який спеціалізувався в бігу з бар'єрами, спортивний функціонер, політик (*1905)
22 жовтня — Абдул Каюм Хан, пакистанський політик (*1901)
24 жовтня — Едіт Хед, американська художниця з костюмів (*1897)
25 жовтня — Арієль Дюран, американська письменниця й історикиня, що народилася в Україні (*1898)
25 жовтня — Джузеппе Анатреллі, італійський актор (*1925)
25 жовтня — Емелі Роєр, німецька акторка і акторка дубляжу (*1941)
26 жовтня — Бан Дзундзабуро, японський комік і актор (*1908)
26 жовтня — Кім Сун Хен, прояпонський колабораціоніст у Кореї під час японського колоніального періоду (*1910)
26 жовтня — Нгуєн Ван Кінь, в'єтнамський революціонер, діяч пропаганди, дипломат, політичний діяч (*1916)
26 жовтня — Неграо де Ліма, бразильський політик (*1901)
28 жовтня — Хіросі Акутагава, японський актор і режисер (*1920)
28 жовтня — Шанкар Шеш, індійський драматург, письменник, поет (*1933)
29 жовтня — Жорж Брассенс, французький поет, автор і виконавець пісень (*1921)
31 жовтня — Фані Бхушан Маджумдер, бангладешський політик (*1901)

## Листопад

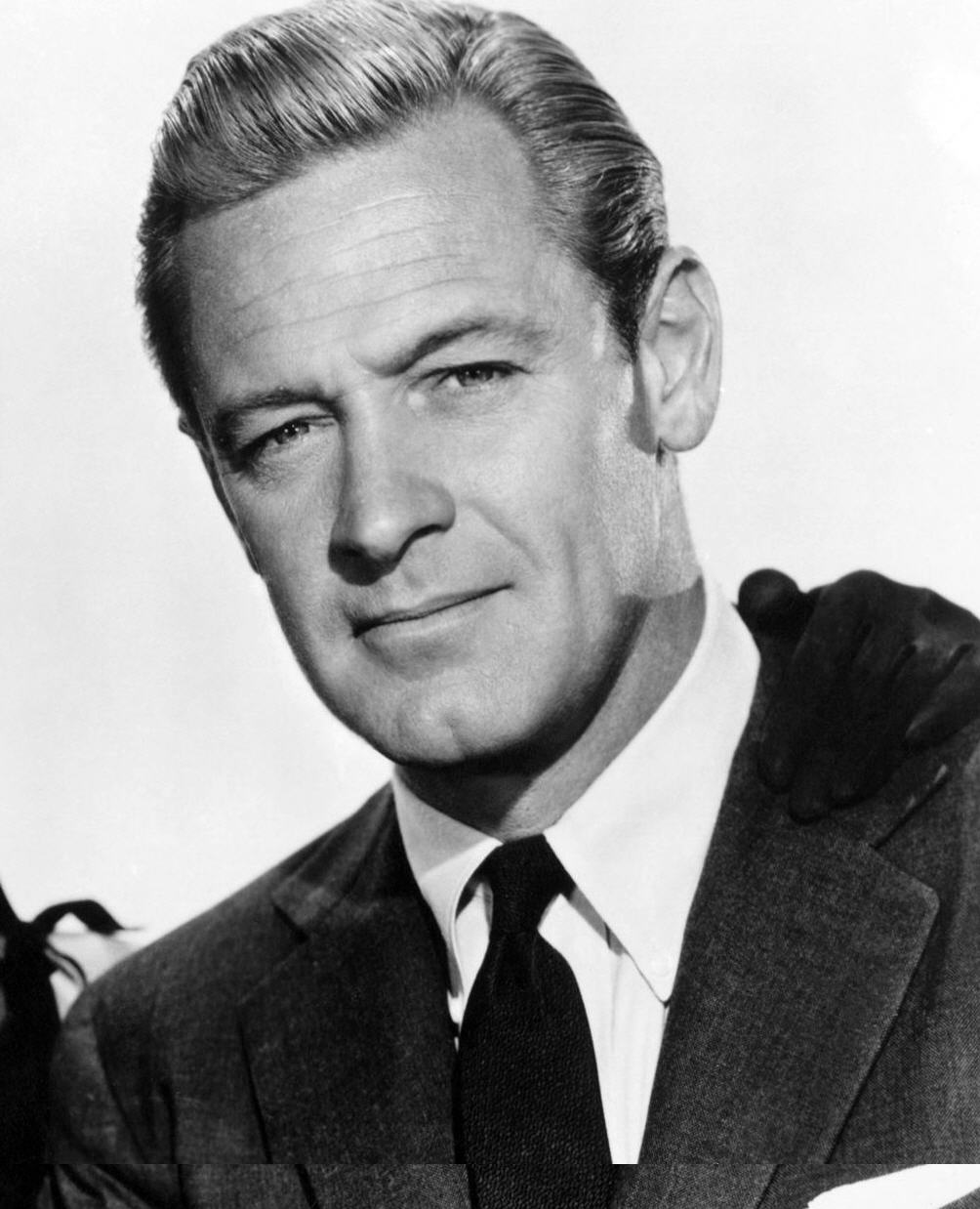
Вільям Голден
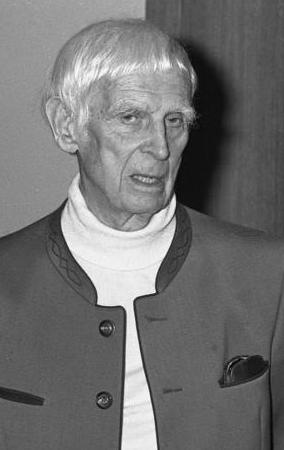
Ґергард Маркс
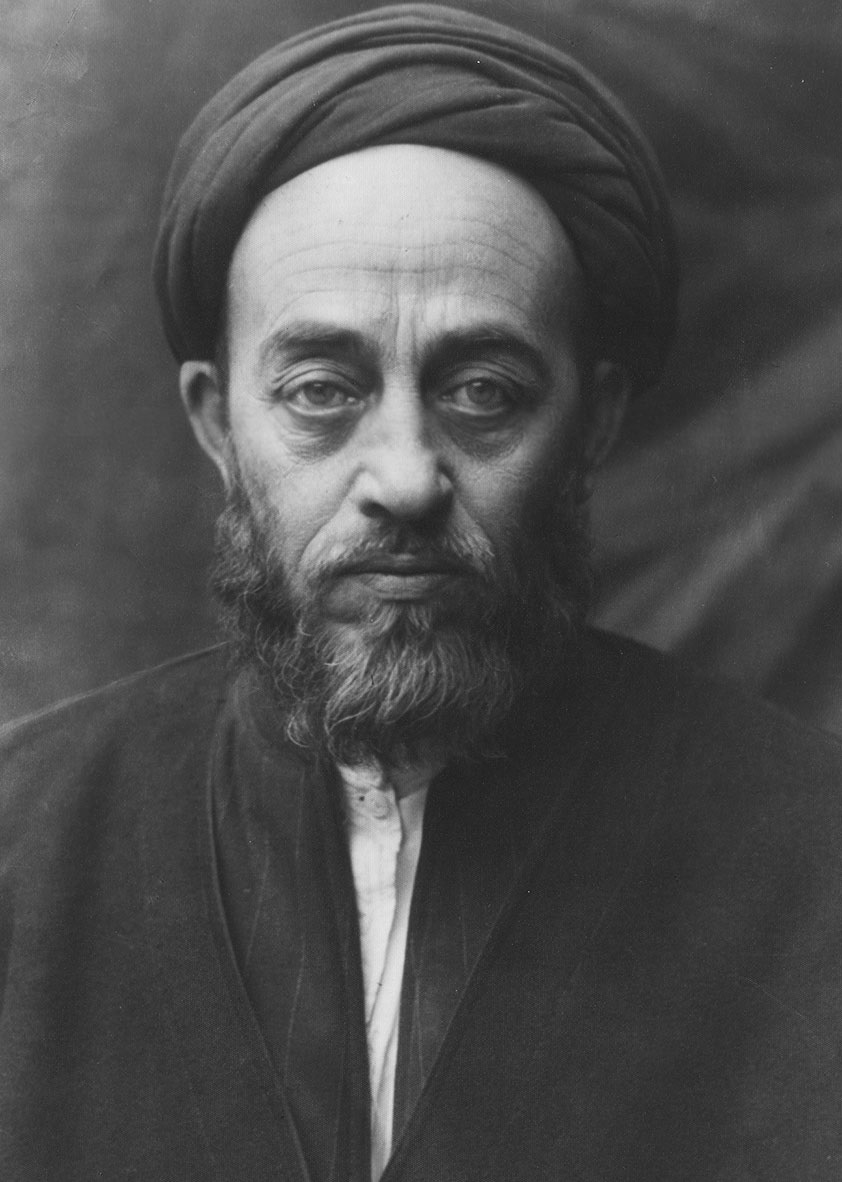
Мухаммед Хусейн Табатабаї
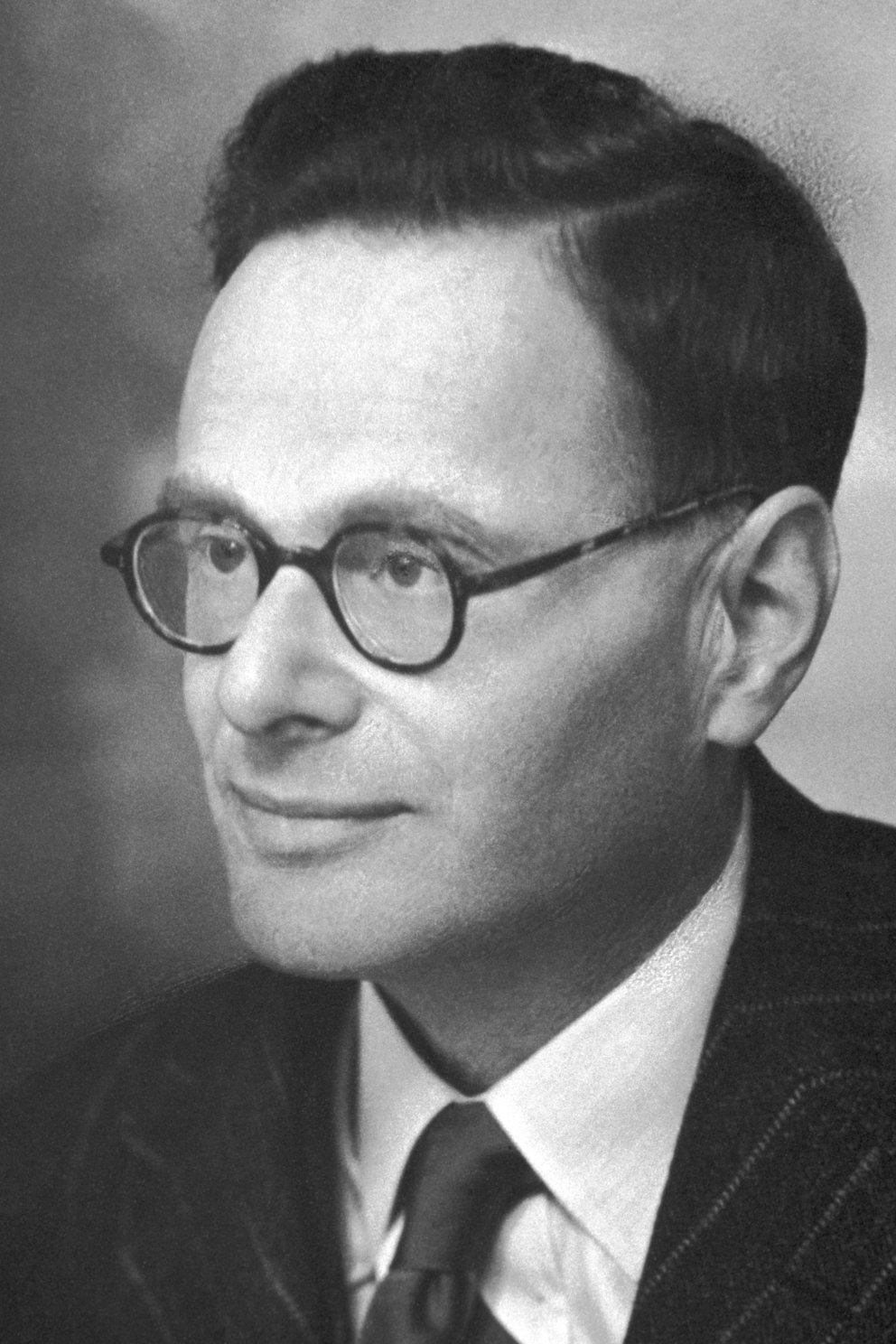
Ганс Кребс
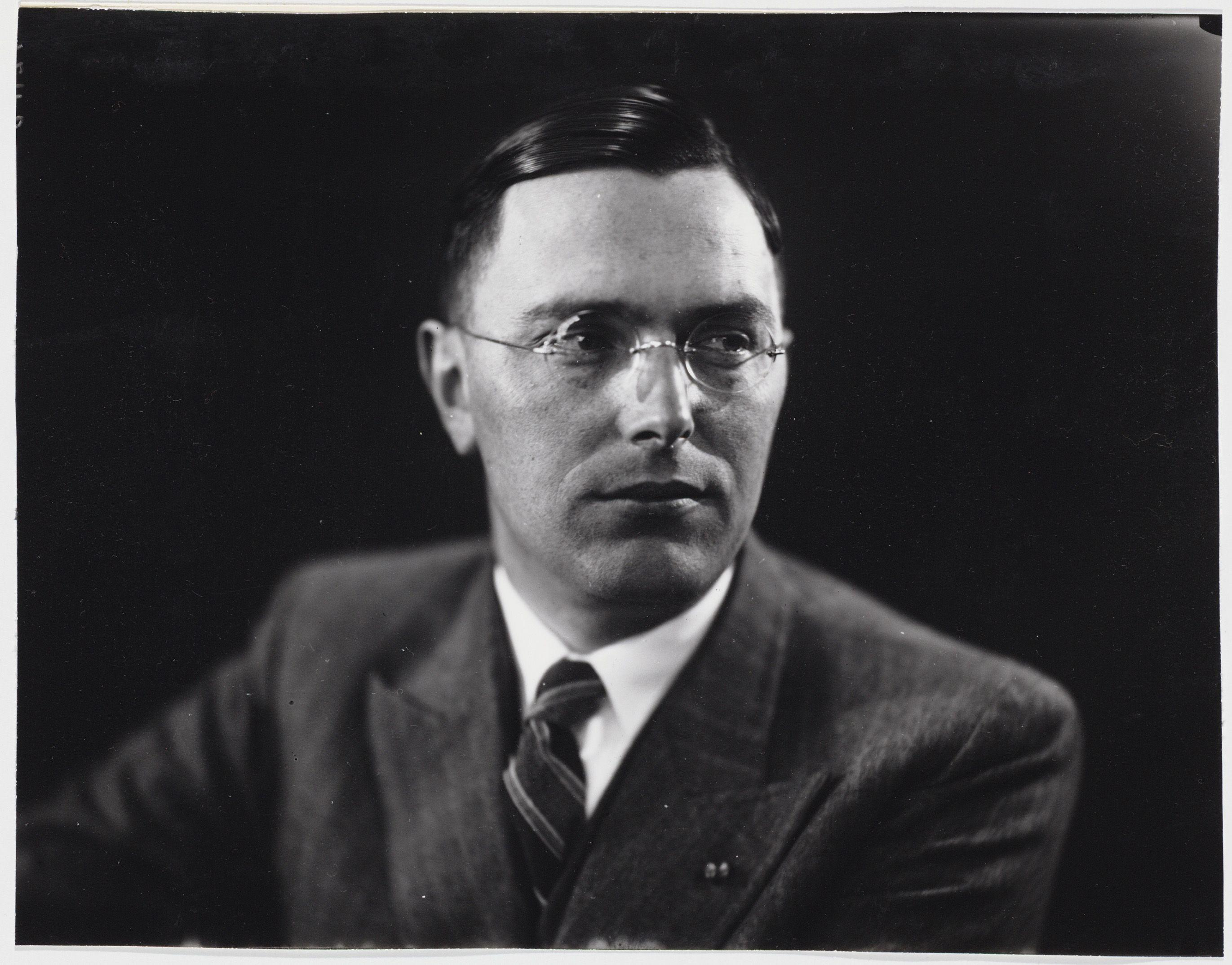
Макс Ейве
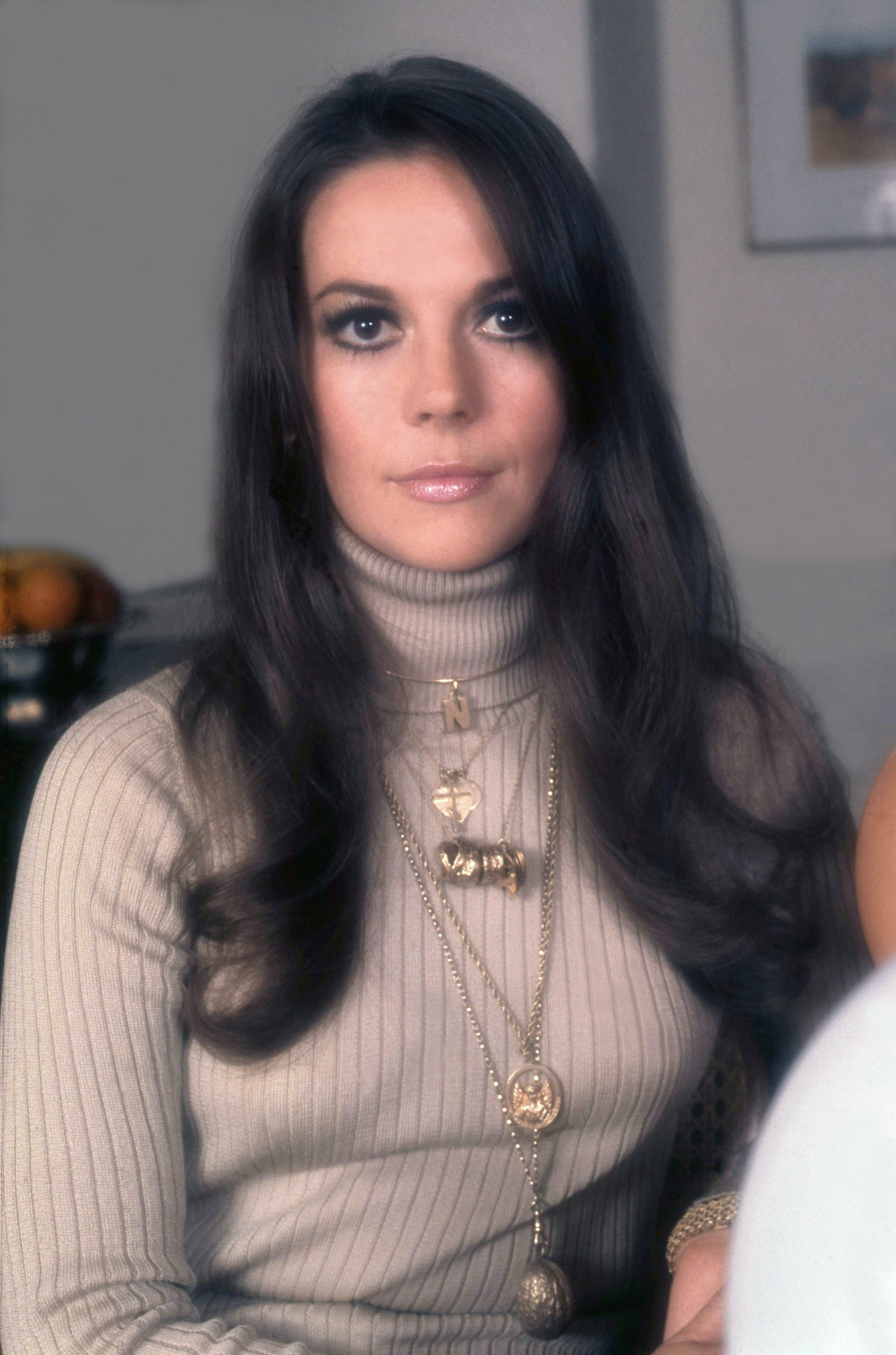
Наталі Вуд

1 листопада — Крістін Севр, французька актриса і співачка (*1931)
2 листопада — Воллі Вуд, американський автор коміксів, художник і незалежний видавець (*1927)
3 листопада — Едвард Коцбек, словенський поет, прозаїк, драматург, громадський і політичний діяч (*1904)
3 листопада — Еральдо Мондзельйо, італійський футболіст, тренер (*1906)
3 листопада — Марсі Рене Конрад, 14-річна американка, жертва резонансного вбивства (*1967)
3 листопада — Іза Квенсель, шведська співачка, актриса та режисерка (*1905)
3 листопада — Тереза Касгрейн, квебекська політикиня, реформаторка, феміністка (*1896)
4 листопада — Фредеріка фон Мельман, німецька студентка, жертва резонансного сексуального злочину (*1964)
5 листопада — Станіслав Мазур, польський вчений, математик, професор (*1905)
5 листопада — Рангджунг Рігпе Дордже, 16-й Г'ялва Кармапа, духовний лідер лінії Карма Каг'ю тибетського буддизму (*1924)
5 листопада — Жан Юсташ, французький кінорежисер і монтажер (*1938)
5 листопада — Йозеф Плойгар, чеський і чехословацький римо-католицький священик і політик, який співпрацював з Комуністичною партією Чехословаччини (*1902)
5 листопада — Маріо Педроса, бразильський юрист, письменник, журналіст, мистецтвознавець і політичний діяч (*1900)
7 листопада — Вілл Дюрант, американський письменник, історик і філософ (*1885)
10 листопада — Абель Ґанс, французький кінорежисер, продюсер, письменник і актор (*1889)
11 листопада — Ліберман Овсій Григорович, український радянський економіст єврейського походження (*1897)
11 листопада — Альф Брустеллін, австрійський режисер, продюсер, оператор і актор, який працював у ФРН (*1940)
11 листопада — Мустафа Раза Хан, індійський великий муфтій, ісламознавець пуштунського походження (*1892)
12 листопада — Вільям Голден, американський актор (*1918)
12 листопада — Цзян Іфань, гонконгський кіноактор і бізнесмен (*1931)
13 листопада — Ґергард Маркс, німецький скульптор і графік (*1889)
13 листопада — Вісенте Феррейра Паштінья, майстер афро-бразильського бойового мистецтва капоейра (*1889)
13 листопада — Барт ван дер Лаар, голландський продюсер звукозапису (*1945)
15 листопада — Вальтер Гайтлер, німецький фізик (*1904)
15 листопада — Мухаммед Хусейн Табатабаї, іранський учений, теоретик, філософ, один із найвидатніших мислителів сучасного шиїтського ісламу (*1903)
16 листопада — Нійло Ілі-Вайніо, фінський проповідник, міжнародний євангеліст і письменник (*1920)
18 листопада — Фредерік Вертам, німецько-американський психіатр і письменник (*1895)
19 листопада — Енвер Гьокче, турецький поет, письменник і перекладач (*1920)
20 листопада — Є Гончао, китайський учений і дипломат (*1904)
20 листопада — Сіау Гіок Тджхан, індонезійський політик і діяч руху за незалежність Індонезії (*1914)
21 листопада — Мілан Кашанін, сербський історик мистецтва, мистецтвознавець, куратор і письменник (*1895)
22 листопада — Андреїна Паньяні, італійська акторка (*1906)
22 листопада — Ганс Адольф Кребс, німецько-англійський біохімік, Нобелівська премія з фізіології або медицини 1953 (*1900)
22 листопада — Аджі Мухаммад Парікесіт, султан Кутай Картанегара в Індонезії з 1920 по 1960 р. (*1890)
24 листопада — Гідеон Шокен, генерал-майор ЦАХАЛу (*1919)
25 листопада — Джек Альбертсон, американський актор, комік і співак (*1907)
25 листопада — Морріс Керксі, американський легкоатлет, який спеціалізувався в бігу на короткі дистанції, та регбіст (*1895)
25 листопада — Масао Сугая, японський якудза (*1914)
26 листопада — Макс Ейве, нідерландський шаховий гросмейстер і математик, п'ятий чемпіон світу з шахів, президент ФІДЕ у 1970—1978 роках (*1901)
26 листопада — Гастон Уврард, французький комічний співак і автор пісень (*1890)
27 листопада — Каморний Юрій Юрійович, російський радянський актор (*1944)
27 листопада — Клаудіо Коутіньйо, бразильський футбольний тренер (*1939)
27 листопада — Лотте Леня, австрійсько-американська співачка і актриса (*1898)
29 листопада — Наталі Вуд, американська кіноакторка українського походження (*1938)
29 листопада — Томас Гамфрі Маршалл, британський соціолог (*1893)

## Грудень

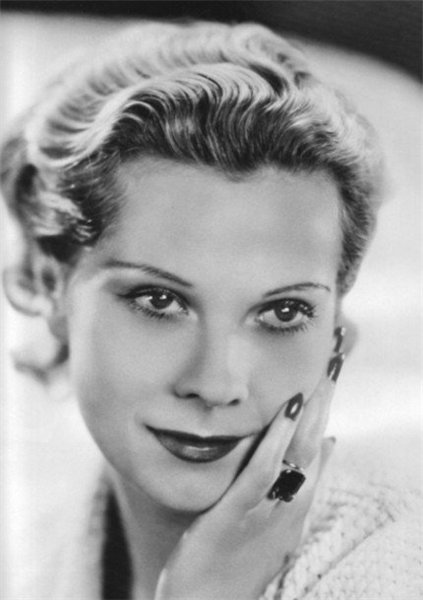
Наталі Палій
Савітрі

1 грудня — Естрід Еріксон, ведським дизайнерка, художня керівниця і підприємиця (*1894)
2 грудня — Френсіс Гантер, американський тенісист (*1894)
2 грудня — Гуго Кляйн, югославський лікар, режисер, професор і шекспірознавець (*1894)
2 грудня — Рудольф Прак, австрійський актор (*1905)
3 грудня — Джої Дікон, британський письменник і телеведучий (*1920)
3 грудня — Йоел Рінне, фінський актор і вчений (*1897)
4 грудня — Соіло Сальдомбіде, уругвайський футболіст (*1903/1905)
4 грудня — Галина Ченгери, польська акторка (*1919)
6 грудня — Гаррі Гарлоу, американський психолог (*1905)
8 грудня — Біг Волтер Гортон, американський блюзовий співак, виконавець на губній гармоніці, гітарист (*1917)
8 грудня — Ферруччо Паррі, голова Ради Міністрів Італії у 1945 р. (*1890)
10 грудня — Федорова Зоя Олексіївна, радянська російська акторка (*1909)
12 грудня — Дж.Л. Макі, австралійський філософ (*1917)
13 грудня — Андерс Остерлінг, шведський поет, письменник, перекладач, літературний критик (*1884)
13 грудня — Анн-Ліз Тангстад, норвезька актриса (*1935)
13 грудня — Дьюї «Свинина» Маркхем, афроамериканський артист (*1904)
14 грудня — Віктор Куглер, праведник народів світу; один із тих, хто допомагав переховувати Анну Франк та її родину та друзів під час нацистської окупації Нідерландів; австрієць німецько-богемського походження (*1900)
15 грудня — Жаров Михайло Іванович, російський актор (*1899)
15 грудня — Карл Страсс, американський фотограф і кінематографіст (*1886)
15 грудня — Балкіс Аль-Раві, іракська дипломатка (*1939)
15 грудня — Клод Кокберн, британський журналіст (*1904)
16 грудня — Джозеф Мерфі, американський письменник і священик новітнього релігійного руху (*1898)
17 грудня — Мехмет Шеху, прем'єр-міністр Албанії за часів Енвера Ходжі (1954—1981) (*1913)
17 грудня — Джемаль Турал, турецький військовий і політик (*1905)
17 грудня — Фазал Ахмад Карім Фазлі, пакистанський урду поет, прозаїк, режисер і державний службовець (*1906)
18 грудня — Джо Краб, фламандська актриса (*1918)
18 грудня — Йоган Вільгельм Клювер, шведсько-норвезький бізнесмен (*1901)
21 грудня — Калімуддін Ахмед, літературний критик і поет урду (*1908)
23 грудня — П. Каккан, індійський політик і борець за свободу (*1908)
26 грудня — Генрі Айрінг, американський хімік-теоретик мексиканського походження (*1901)
26 грудня — Савітрі, індійська актриса та режисерка (*1934)
26 грудня — Суат Хайрі Ургюплю, прем'єр-міністр Туреччини у 1965 р. (*1903)
27 грудня — Наталі Палій, французька модель, акторка, світська особа; російська княгиня, внучка імператора Олександра II (*1905)
27 грудня — Хогі Кармайкл, американський музикант, композитор, автор пісень, актор і юрист (*1899)
27 грудня — Ю Ханмо, генерал армії Китайської республіки (*1896)
28 грудня — Аллан Дван, американський кінорежисер, кінопродюсер, сценарист канадського походження (*1885)
28 грудня — Сейші Йокомідзо, японський письменник (*1902)
29 грудня — Андрусів Петро Стефанович, українсько-американський художник, педагог і громадський діяч (*1906)
29 грудня — Мирослав Крлежа, югославський хорватський письменник та драматург (*1893)
30 грудня — Франьо Шепер, хорватський прелат католицької церкви, кардинал, архієпископ Загреба (*1905)
31 грудня — Паоло Мацца, італійський футбольний тренер та функціонер (*1901)
31 грудня — Дрора Бен Аві, ізраїльська радіожурналістка (*1922)
грудень (приблизно) — Карл Макканн, американський фотограф дикої природи (*1947)

## Місяць невідомий
1981 — Міца Тодорович, боснійська художниця (*1900)
1981 — Абдельмаджид Бенджеллун, марокканський прозаїк, журналіст і дипломат (*1919)
1981 — Ахмад Реза Пехлеві, член іранської династії Пехлеві, син Реза-шаха і зведений брат Мохаммеда Рези Пехлеві (*1925)
1981 — Ахмед Ібрагім Аль-Газаві, саудівський поет (*1900)
1981 — Джемаль Бардакчи, турецький чиновник (*1887)
1981 — Кішорі Дас Ваджпаї, індійський письменник (*1898)
1981 — Ле Ву Ань, в'єтнамська математикиня (*1950)
1981 — Нгуєн Ван Ви, генерал-лейтенант армії Республіки В'єтнам (*1916)
1981 — Тран Кхан, в'єтнамський співак (*1931)
1981 — Фаузі Аль-Антіл, єгипетський поет і дослідник фольклору (*1924)
1981 — Хан Гіанг Нян, в'єтнамський перекладач (*1909)
1981 — Хоанг Мінь Тхі, генерал-майор Народної армії В'єтнаму (*1922)